# Geschiedenis van de Belgische spoorwegen

Het Belgische spoorwegnet

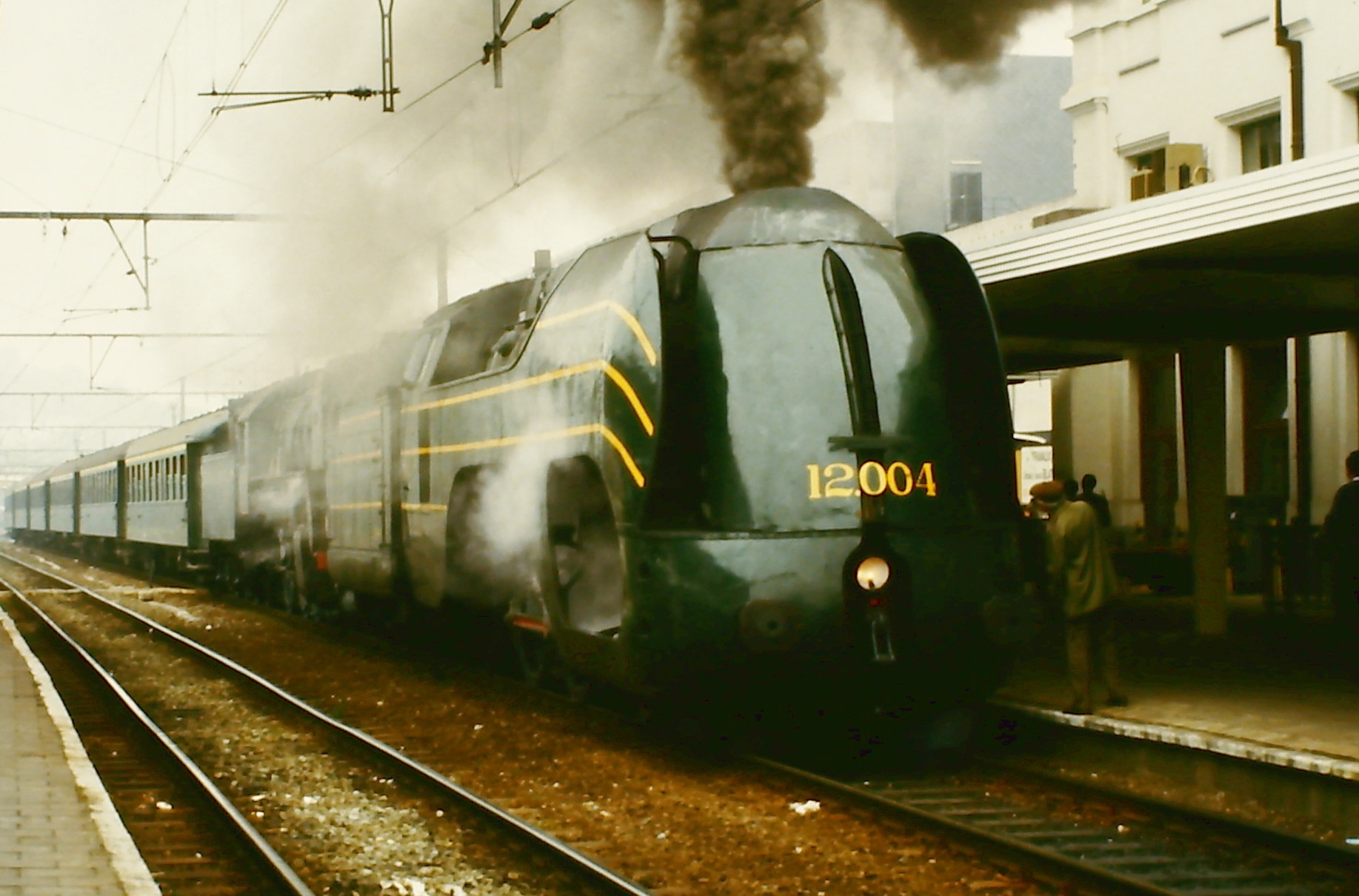
De historische NMBS-stoomlocomotief 12.004

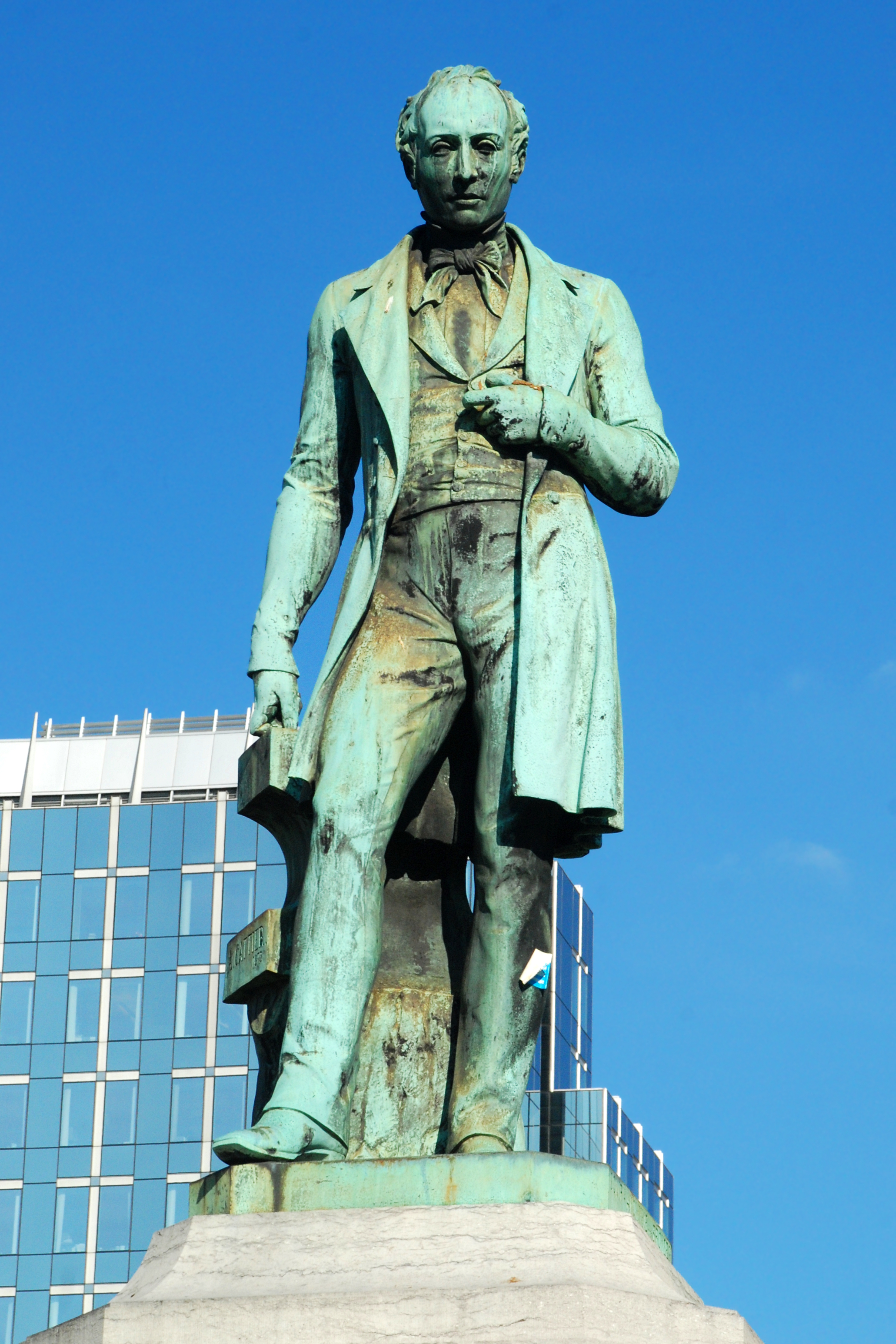
John Cockerill

De geschiedenis van de Belgische spoorwegen begint met de definitieve politieke beslissing in 1834 die ervoor zorgde dat een jaar later voor de eerste maal een trein reed op Belgisch grondgebied - alsook voor de eerste maal op het Europese vasteland. De aanleg van spoorwegen was destijds een politiek en economisch risico, maar groeide uit tot een van de grootste succesverhalen in de Belgische industriële geschiedenis. Vandaag bezit België een spoorwegnet van 3500 kilometer dat tot een van de dichtste ter wereld behoort.
De spoorweg had een belangrijke plaats in de ontwikkeling van België in de 19de en 20ste eeuw. Het belang ervan gaat verder dan mobiliteit; de 'ijzeren weg' beïnvloedde de economie, de demografie, het sociale en culturele leven. Het landschap onderging een complete metamorfose. Plattelandsgebieden en afgelegen steden traden uit hun isolatie. De toegenomen mobiliteit zorgde voor een eengemaakte standaardtijd en liet dialecten in de richting van een standaardtaal evolueren. Er ontstond een nieuwe woordenschat en een mentaliteit van nauwgezetheid en stiptheid. Nieuwe vormen van toerisme zoals het kusttoerisme kwamen op en de oorlogsvoering veranderde: tijdens de Amerikaanse burgeroorlog en de Frans-Duitse oorlog was de spoorweg belangrijker dan de verouderde fortificaties.

## Eerste helft van de 19de eeuw

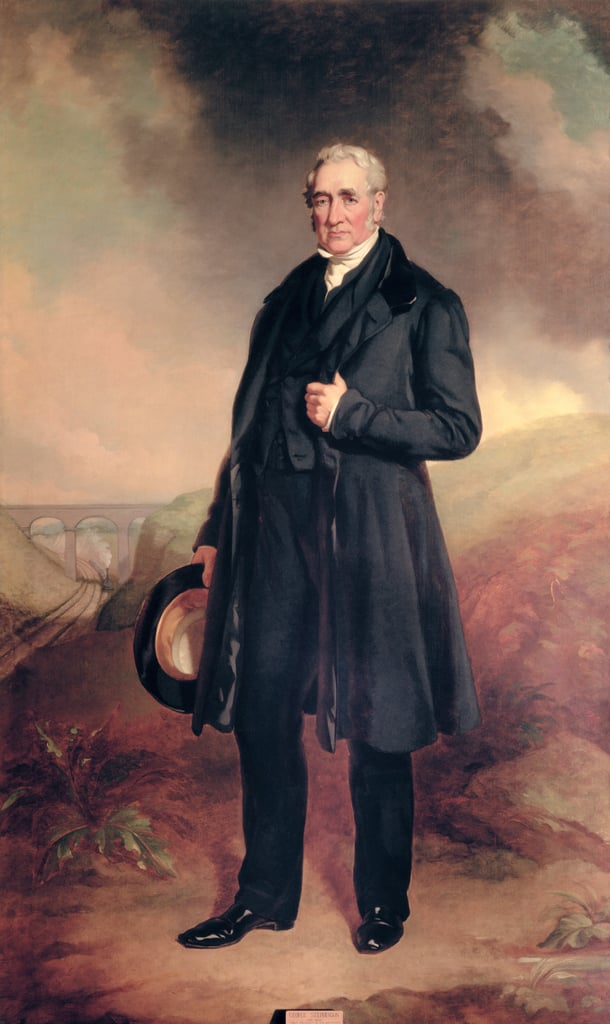
George Stephenson, uitvinder van de stoomlocomotief die steun bood aan de Belgische spoorwegontwikkeling

De Zuidelijke Nederlanden (het latere België) waren de eerste gebieden op het Europese vasteland die de industriële geest uit Engeland overnamen. Rond 1800 was het Samber- en Maasbekken in het huidige Wallonië de meest geïndustrialiseerde regio in continentaal Europa. Een onmisbare voorwaarde voor industrialisatie is het organiseren van een efficiënt transport. Omdat de wegen in deze tijd nog erg slecht waren, was vervoer over land niet ideaal. In de late 18de en vroege 19de eeuw vormden kanalen de belangrijkste wegen voor goederentransport. Het personenvervoer gebeurde nog uitsluitend via paardenkoetsen. Primitieve spoorwegen, waarbij wagens door mankracht of door paarden voortgetrokken werden op houten rails, waren al gekend in Engeland en op het vasteland, maar nog niet breed toegepast. In groeves en mijnen werden ze gebruikt voor het verplaatsen van zware objecten over kleinere afstanden. Voor langere trajecten waren dergelijke spoorwegen niet interessant: de rails versleten snel en bovendien lag het laadvermogen een stuk lager dan dat van een boot.
Zowel in de Franse en Nederlandse tijd gebeurde het goederenvervoer in België via waterwegen. De Schelde, de Rijn en de Maas waren belangrijke knooppunten. Ze zorgden voor een verbinding met de omliggende landen en waren dus van onmisbaar economisch belang. Nadat de Zuidelijke Nederlanden met de Noordelijke werden herenigd na het Congres van Wenen bleek dat de financiële toestand na het regime van Napoleon uiterst zorgwekkend was in deze gebieden. Om de groei van de industrie vol te kunnen houden beval Willem I tot het uitbreiden van de waterwegen. Getuigen hiervan zijn het Kanaal Bergen-Condé (1810) en het Kanaal Charleroi-Brussel (1816-1832). Omstreeks 1821, nog voor dat laatste kanaal gevuld was, kwamen industriëlen Thomas Gray en John Cockerill op het idee om het als bedding te gebruiken voor een spoorweg met door paarden getrokken wagens. Dit concept, dat in Engeland reeds op bescheiden schaal werd toegepast met houten of gietijzeren rails, werd uiteindelijk afgevoerd en het kanaal werd zoals gepland met water gevuld.
De Britten stonden op technologisch vlak een stuk verder en experimenteerden bovendien met een andere industriële innovatie: de stoommachine, die op sporen werd geplaatst. De zoektocht naar een gebruiksvriendelijke en efficiënte stoomlocomotief vormde een belangrijke uitdaging voor uitvinders en ingenieurs. Uiteindelijk wist de Britse ingenieur George Stephenson in 1829 de eerste betrouwbare stoomlocomotief te laten uitrijden. In Engeland had de spoorlijn meteen veel succes en het spoornet breidde er op korte tijd enorm uit, wat een grote economische groei met zich meebracht. Bovendien werden niet enkel goederen maar ook personen vervoerd en lagen de aanlegkosten van een spoorlijn minder hoog dan die van een kanaal.
In het zuidelijke deel van het toenmalige Verenigd Koninkrijk der Nederlanden waren er al enkele spoorwegen voor intern verkeer bij bedrijven of transport van mijnen naar havens. Zo was er in 1830 al een mijnspoor bij Bois-du-Luc en werd in mei 1830 (dus voor de Belgische Revolutie van 4 oktober 1830) een spoorlijn geopend tussen de mijn van Grand-Hornu en het Kanaal van Bergen bij Condé. Het betrof hier waarschijnlijk de eerste lijn die voor een langere afstand buiten een fabrieksterrein lag, maar was nog niet openbaar en gebruikte paardentractie.

### Belgische onafhankelijkheid
Terwijl er in Engeland geen rem stond op industriële vooruitgang werd Europa geplaagd door politieke en ideologische opstanden in de eerste helft van de 19de eeuw. In 1830 scheurden de Zuidelijke Nederlanden zichzelf af van het Noorden en vormde het nieuwe koninkrijk België. De onafhankelijkheid bracht echter veel problemen met zich mee. Door de breuk met Nederland kon er geen gebruik meer gemaakt worden van de aldaar aanwezige waterwegen, die onmisbaar bleken voor de Belgische economische vooruitgang. Dit vormde een belangrijk obstakel voor de industriële voorsprong die het jonge land had op de rest van Europa. Het belangrijkste economische knooppunt, de haven van Antwerpen, werd bovendien afgesneden van het Duitse achterland. De weg naar dit economische afzetgebied liep via Nederland en was dus niet langer toegankelijk voor Belgische rivierschepen.
De eerste stap naar een oplossing werd genomen door de nieuwe, anglofiele, Belgische koning Leopold I. Deze ontmoette George Stephenson bij een bezoek aan Engeland en was onder de indruk van de stoomtrein en het concept van de spoorwegen. De trein betekende een mogelijke oplossing voor het transportprobleem in zijn thuisland en de realisatie van een dergelijk project zou de positie van België als industriële natie versterken. De koning wendde zijn invloed aan om het project op te starten. Twee ingenieurs van het toenmalige ministerie der bruggen en wegen, Pierre Simons en Gustave De Ridder, trokken hierop naar Engeland om er de vooruitgang in spoortechnologie te onderzoeken. Hier ontstond het idee voor de aanleg van de IJzeren Rijn, een spoorverbinding tussen de Schelde en de Rijn die ze bij hun terugkomst aan de regering voorlegden. Vanaf 1832 werd in het parlement hierover gedebatteerd. Een discours in het parlement ging als volgt:

Beste collega's: de stoomlocomotief kent steeds meer succes aan de overzijde van het Kanaal. Onze beste ingenieurs hebben ons overtuigd van het nut van een nationaal net en van een spoorlijn tussen Antwerpen en de Rijn. Dit project zal een grote vooruitgang betekenen voor ons handelsverkeer. We horen dat de landbouwers bang zijn dat we hun gronden gaan onteigenen. En ook koetsiers, postbeambten en schippers vrezen voor hun werk. Er doen zelfs al verhalen de ronde dat de melk door het schudden van de trein zou veranderen in karnemelk en dat de eieren als omeletten op hun bestemming zouden aankomen. Maar die angsten zijn volkomen ongegrond. De spoorweg zal duizenden banen creëren en een sterke impuls geven aan onze industrie. Het wordt makkelijker om handel te drijven en onze medeburgers zullen comfortabeler door ons land kunnen reizen. Dit is een kans die we als jonge natie moeten grijpen. Het is een historisch moment.

Hoewel de Kamer en de Senaat het plan vrij snel goedkeurden, bleef de concrete uitvoering uit. Er was namelijk geen duidelijkheid wie de aanleg en de exploitatie van de spoorwegen voor zijn rekening zou nemen: de staat of privébedrijven. België was tenslotte een liberaal land dat de private markt alle kansen diende te geven. Hierdoor sleepten de besprekingen lang aan.

### Een historische beslissing

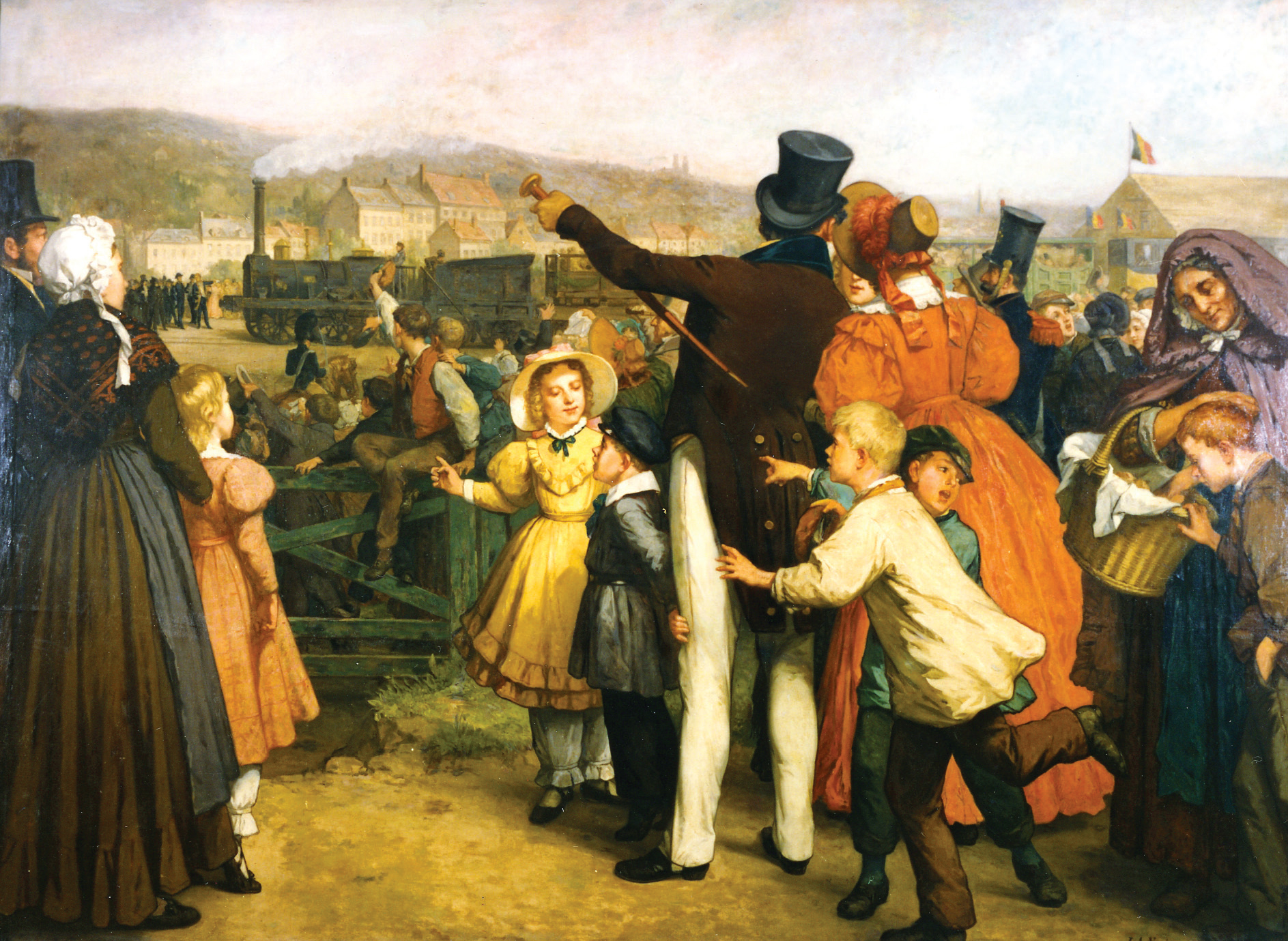
Jan Neuhuys: "Inhuldigingsrit van 5 mei 1835"

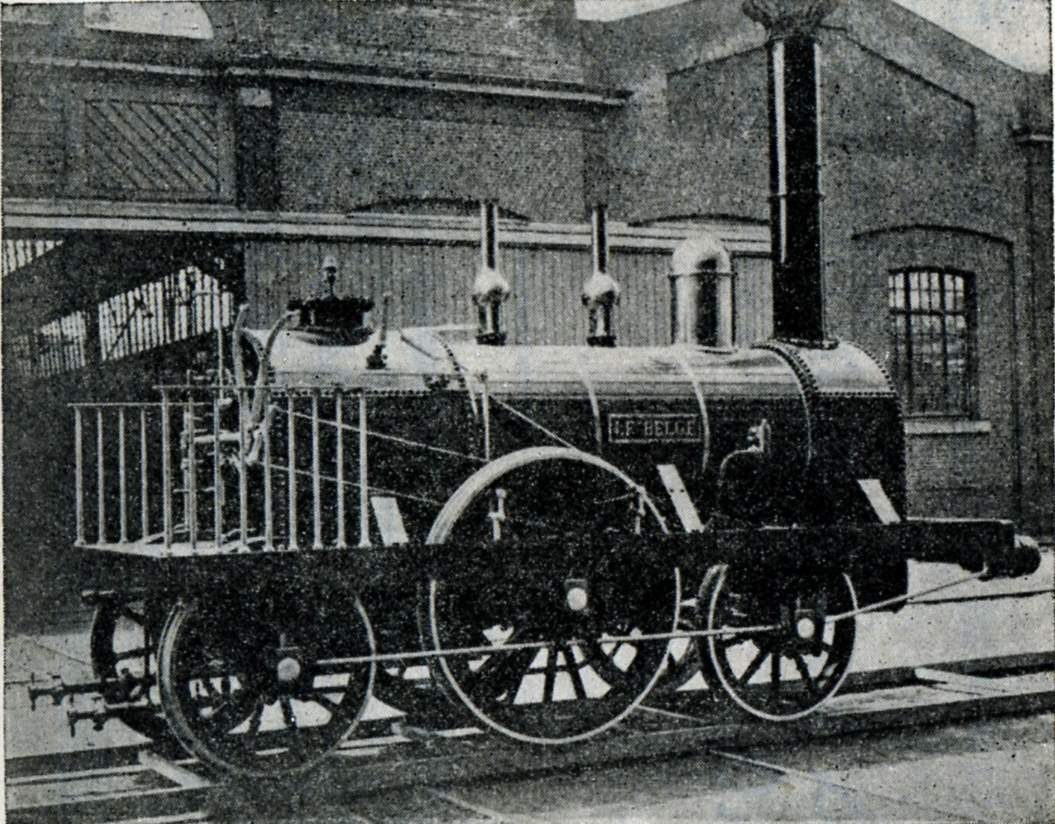
Le Belge, de eerste locomotief van Belgische makelij

In het voorjaar van 1834 werd het historische besluit genomen tot de aanleg van 380 km spoor. De wet werd op 28 maart in de Kamer met een meerderheid goedgekeurd: 56 stemmen voor, 28 tegen. De Senaat volgde op 30 april, met 32 stemmen voor en 8 tegen. Op 1 mei 1834 ondertekende koning Leopold I de wet tot oprichting van de Belgische Spoorwegen. Artikel 1 van de wet stelde:

Er zal in het koninkrijk een stelsel van ijzeren wegen worden ingesteld hebbende Mechelen tot middelpunt en zich oostelijk richtende naar de grenzen van Pruisen over Leuven, Luik en Verviers, ten noorden naar Antwerpen, ten westen naar Oostende over Dendermonde, Gent en Brugge en ten zuiden naar Brussel en de Franse grens door Henegouwen.

De aanbouw van de spoorlijn verliep erg snel. Er waren evenwel verschillende mensen die bezwaar hadden tegen deze maatregelen. Zo werd er gevreesd voor het verlies van banen en werden er vragen gesteld bij de veiligheid van de nieuwe technologie. Verhalen deden de ronde over ontploffende locomotieven en men dacht dat de 'hoge snelheid' van de treinen eventuele ademhalingsproblemen of misselijkheid met zich mee zou brengen. Deze mythes werden na onderzoek allemaal ontkracht, al waren technische problemen en spoorwegongevallen niet uitzonderlijk de eerste jaren van de nieuwe spoorweg.
In het stationnetje van Brussel-Groendreef vertrokken op 5 mei 1835 uiteindelijk de eerste drie treinen van Britse makelij met alles samen negenhonderd passagiers naar Mechelen. In de begindagen was het de mode om de locomotieven een naam te geven. De drie locomotieven kregen de namen De Pijl (La Flèche), de Stephenson (Le Stephenson, genoemd naar de leverancier, Robert Stephenson uit Newcastle) en De Olifant (L’Elephant) mee. Zij legden het traject achter elkaar af en deden er respectievelijk 45, 50 en 55 minuten over. De sporen liepen buiten de stadsgrenzen van Brussel, Vilvoorde en Mechelen om tolgeld te vermijden. Deze historische dag zou een mijlpaal vormen in de Belgische geschiedenis. Het werd niet enkel de eerste Belgische treinrit, maar gelijk ook de eerste buiten Engeland. Kort hierna zouden Duitsland, Nederland en Frankrijk volgen.
De trein kende in haar beginperiode een onwaarschijnlijk succes. De populariteit van het medium groeide in de dagen na de eerste rit enorm, zij het vooral als toeristische attractie. Op de zwarte markt werden enorme bedragen neergeteld voor een treinticket. Ongeveer 150.000 mensen maakten reeds in de eerste maanden een treinreis. Intussen stond ook de industrie niet stil. De eerste locomotieven werden nog geïmporteerd vanuit Engeland, maar ook Belgische bedrijven begonnen geleidelijk spoorwegmaterieel te produceren. Al in augustus 1835 werd Le Belge gebouwd, de eerste locomotief van Belgische makelij. Aanvankelijk telde het land drie constructeurs: Société anonyme John Cockerill in Seraing was en bleef veruit de grootste, gevolgd door de kleinere Société du Renard in Brussel en de Société Saint-Leonard in Luik. Cockerill zou al snel de concurrentie achter zich laten en speelde een belangrijke rol in de verdere uitbouw van het Belgische wagenpark.
De aanleg van nieuwe spoorwegen bleef evenmin uit. Mechelen werd het centrale spoorwegknooppunt. Van hieruit vertrokken treinen in alle windrichtingen. Zuidwaarts naar Brussel en Frankrijk, noordwaarts naar Antwerpen en de haven, westwaarts naar Oostende (via Dendermonde, Gent en Brugge) en oostwaarts naar Leuven, Luik en Verviers. Omdat de spoorwegen door de staat aangelegd werden, ontstond er een nationaal dekkend netwerk. Hoewel de aanleg van het spoor ook een belangrijk industrieel motief had bestond de exploitatie in het begin enkel uit personenwagens. Pas in 1838 werden de eerste goederentreinen ingezet. De IJzeren Rijn werd hierop ook in uitvoering gebracht. De Duitse grens werd bereikt in 1843 met de opening van spoorlijn 37.

## De spoorwegen worden volwassen (1840-1914)

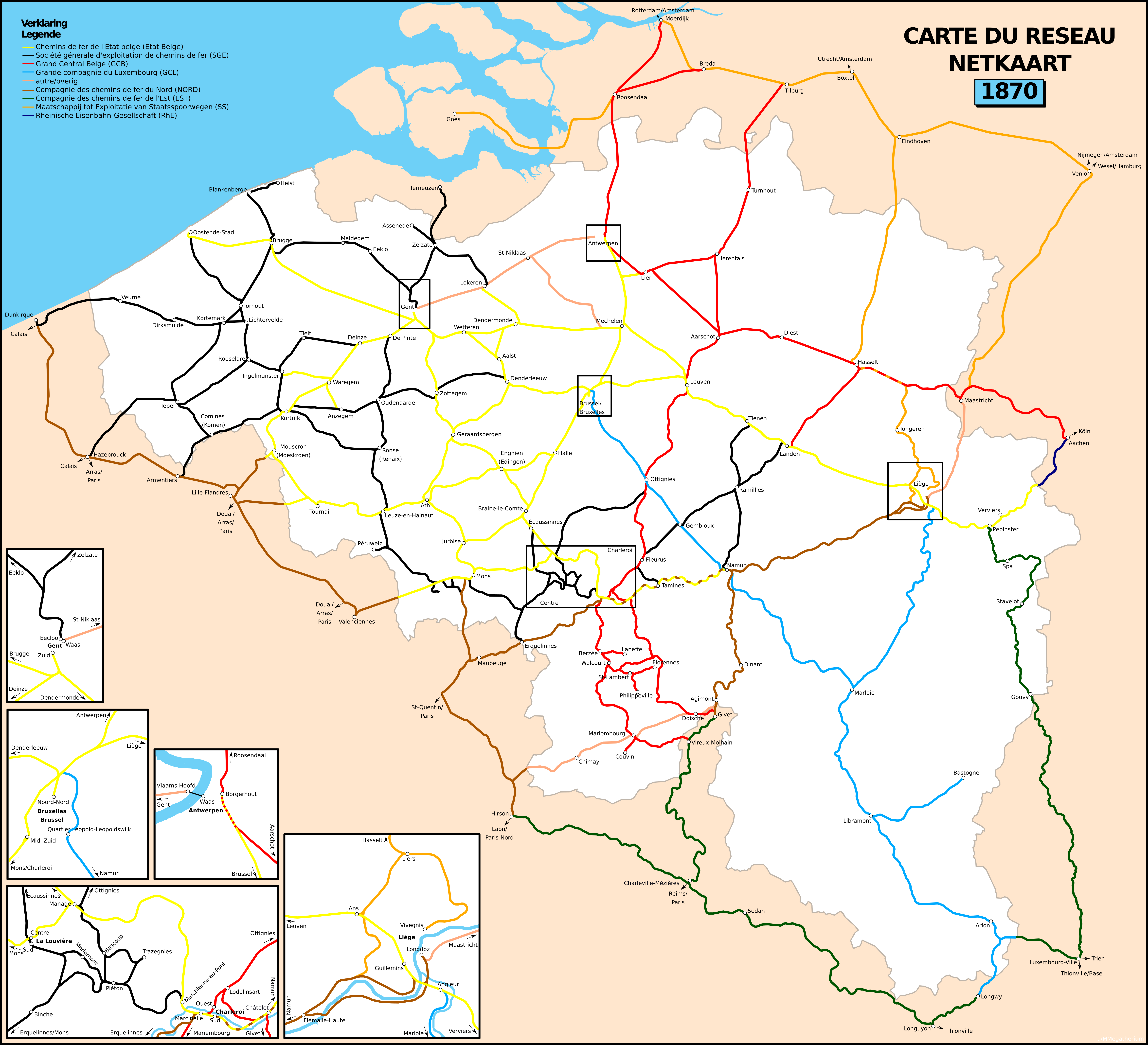
Belgisch spoorwegnet omstreeks 1870

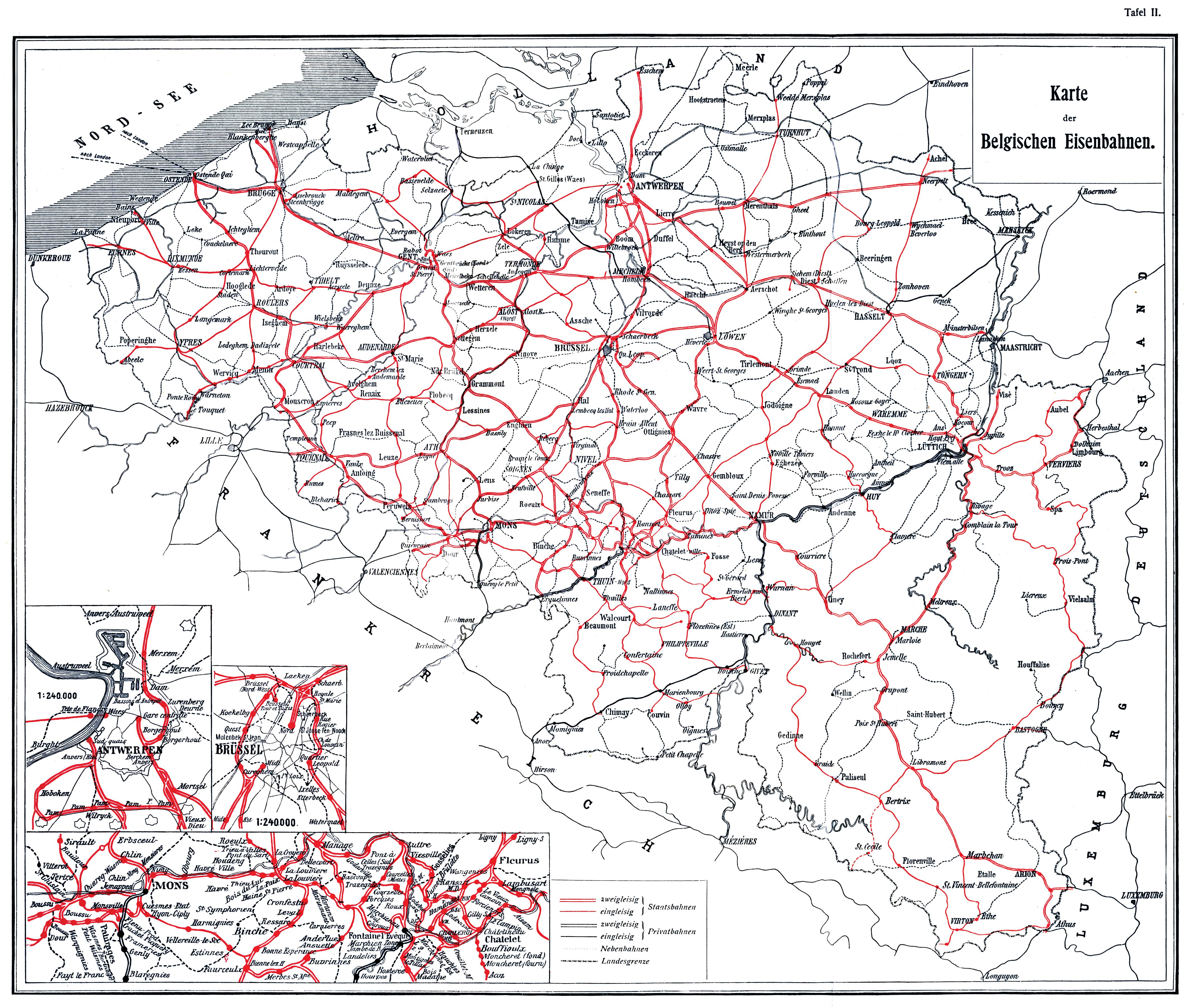
Belgisch spoorwegnet omstreeks 1912

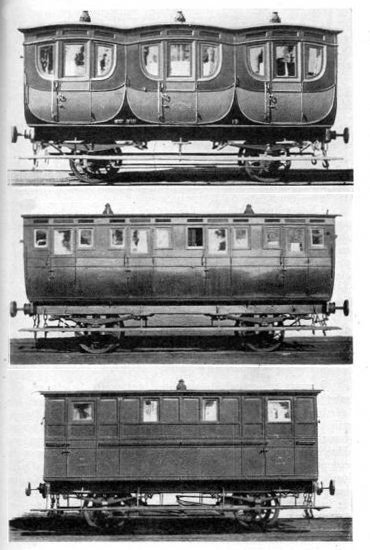
Rijtuigen van de Nord Belge in 1860

De Belgische spoorwegen kwamen in een stroomversnelling na de eerste ritten. In 1844 telde België reeds 559 km spoor en het net bleef uitbreiden. In dat jaar begon ook de zoektocht naar privé-investeerders. Tot dan had het staatsbedrijf Chemins de fer de l'État Belge steeds ingestaan voor de aanbouw en exploitatie van spoorlijnen, maar de stemmen om privatisering bleven luiden. Dit werd een succes. In 1870 overtroffen de privé-maatschappijen met hun 2.300 kilometer de staatsspoorwegen (860 km). De private spoorbedrijven waren niet noodzakelijk kleine ondernemingen. Sommige grote, buitenlandse, bedrijven zagen hun kans om ook uit België munt te slaan. De belangrijkste speler was de Compagnie du Nord – Belge, een dochtermaatschappij van de Franse Compagnie des chemins de fer du Nord. Zij legde vooral in Wallonië een uitgebreid spoornetwerk aan en verzorgde ook de exploitatie hiervan. Naar het einde van de 19de eeuw toe was er een omgekeerde tendens naar nationalisering. De Staatsspoorwegen namen stelselmatig kleinere bedrijfjes over en voegde ze toe aan het nationale net. In 1912 baatte de Belgische staat zo'n 5000 km spoor uit, de privé-maatschappijen nog maar 300 km.
Alle spoorlijnen, behalve de latere buurtspoorlijnen (streektramlijnen), die bijna altijd metersporig waren, werden met de standaardspoorwijdte van 1,435 meter aangelegd. De enige uitzondering hierop was de in 1847 geopende spoorlijn van het station Vlaams Hoofd tot het station Gent-Waas, van de spoormaatschappij Chemin de fer d'Anvers à Gand, die is aangelegd met de spoorwijdte van 1,151 meter. Deze spoorlijn werd na overname door de Belgische staatsspoorwegen omgespoord naar normaalspoor in 1897.
Locomotieven en spoormaterieel ondergingen een ware revolutie. In de jaren 1830 bestond het materieel nog uit simpele en relatief lichte voertuigen die bovendien veelal open waren en weinig beschutting boden tegen weer en wind. In de tweede helft van de 19de eeuw was er echter een tendens naar modernisering. Open rijtuigen verdwenen gaandeweg uit het wagenpark en de nieuwe rijtuigen werden steeds luxueuzer en comfortabeler. Locomotieven werden groter, zwaarder, sterker en technisch meer complex. De Belgische spoorwegfabrikanten kregen internationaal aanzien. De belangrijkste producenten van spoorwegmaterieel waren Cockerill (Seraing), ACEC (Charleroi) en BN (Brugge en Nijvel), die ook een belangrijke export hadden naar het buitenland. Verschillende locomotieven en rijtuigen die in de periode 1900-1914 gebouwd werden, bleven wegens hun betrouwbaarheid en duurzaamheid nog tot in de jaren 1960 in dienst.
Het aantal spoorverbindingen nam eveneens toe. Naast de grote lijnen voor sneltreinen kwamen er in de tweede helft van de 19de eeuw steeds meer lokale spoorlijnen met korte 'omnibus'-treintjes die kleine dorpen met grotere provinciale steden verbonden, en hiermee de wereld van de lokale bevolking verruimde. Omdat vele Vlamingen werkten in het sterk geïndustrialiseerde Wallonië moesten er ook voor hen transportmogelijkheden komen. Om het pendelen te vergemakkelijken, werden 'steenkoollijnen' aangelegd, zoals Denderleeuw-Saint-Ghislain (spoorlijn 90), Landen-Tamines (spoorlijn 147) en Tongeren-Luik. Om arbeiders te vervoeren van de Vlaamse dorpen naar de Waalse industrie en mijnen werden arbeiderstreinen ingezet die zeer vroeg vertrokken (aankomst voor de dienst van zes uur 's ochtends) en in de vroege namiddag terugkeerden (na 15 uur). Sommige van die werktreinen reden tot 1980. De meeste van deze steenkoollijnen werden na 1950, net als vele lokale spoorlijnen, afgeschaft omdat ze niet langer rendabel waren door de sterke opkomst van het wegverkeer en de vermindering van de Waalse industrie.

### Internationale treinen

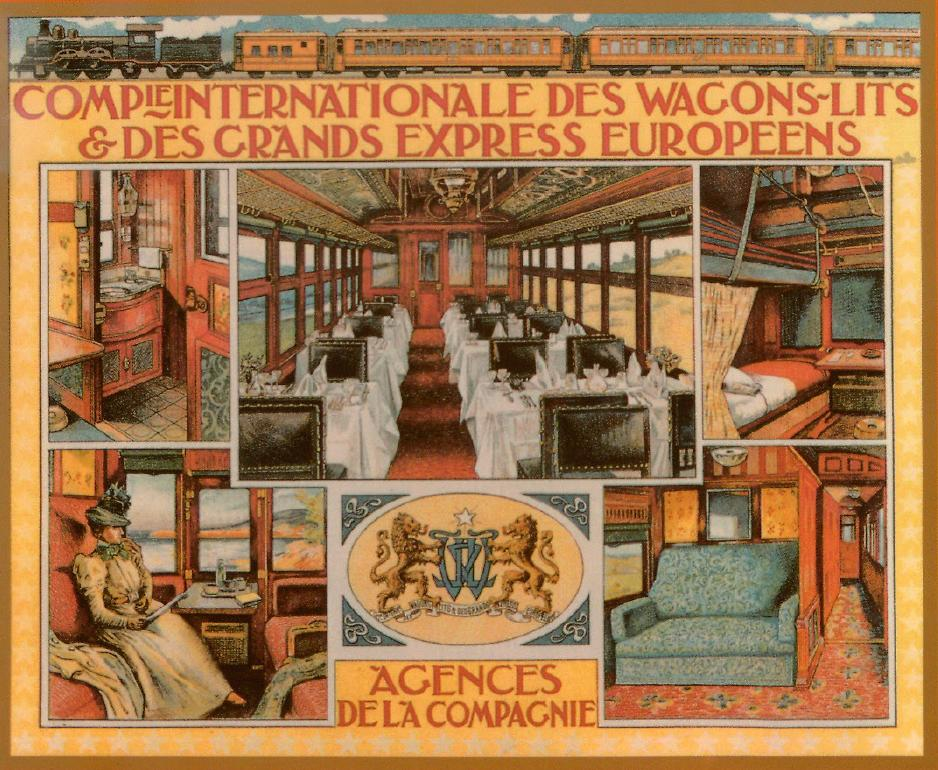
Een promotieaffiche van de Compagnie Internationale des Wagons-Lits. Bovenaan staat een locomotief type 12 van de Belgische staatsspoorwegen afgebeeld.

Gezien het belang van internationale handel en transport voor het kleine industriële België, overschreden de spoorwegen al vlug de landsgrenzen. In 1843 werd de Belgische grens op twee plaatsen overschreden door de spoorweg: In het zuiden met Frankrijk voor een verbinding naar Valenciennes, in het oosten met de Duitse Bond voor een lijn naar Aken. In 1846 kwam de verbinding tussen Brussel en Parijs tot stand. Dit was van groot belang, want voor de eerste maal waren twee belangrijke hoofdsteden met elkaar verbonden. De verbinding werd feestelijk geopend in het bijzijn van beide staatshoofden, Leopold I van België en Lodewijk Filips I van Frankrijk. De verbinding met Nederland kwam in 1854 tot stand toen Antwerpen met Roosendaal verbonden werd.
Het Europese spoorwegnet sloot zich meer en meer doorheen de 19de eeuw en langere verbindingen werden mogelijk. De Luikenaar Georges Nagelmackers zag hiervan het potentieel en richtte in 1874 de Compagnie Internationale des Wagons-Lits op. Deze spoorwegmaatschappij begon met het inzetten van luxueuze nachttreinen tussen verschillende Europese hoofdsteden. Belangrijke lijnen van deze maatschappij waren de legendarische Oriënt-Express, de Sud Express en de Ostende-Wien Express. Het netwerk van luxetreinen werd een enorm succes en werd gebruikt door staatshoofden, zakenmensen, artiesten en hoogwaardigheidsbekleders. De hoofdzetel verhuisde uiteindelijk van Brussel naar Parijs, maar steden als Oostende, Brussel en Luik bleven belangrijke knooppunten. Daarnaast werden Belgische locomotieven gebruikt voor ritten over Belgisch grondgebied, waarbij van locomotief gewisseld werd aan de landsgrenzen.
Naast de internationale langeafstandsverbindingen waren er ook veel lokale spoorlijnen die de landsgrenzen over gingen. Aan de Franse kant was er ook een industrieel gebied dat ook goed verbonden moest worden met het industriële Wallonië. Voorbeelden hiervan zijn de spoorlijn 98A naar Bavay en de Péruwelz-Somain van de Franse maatschappij Compagnie des Mines et du Chemin de fer d'Anzin (zie spoorlijn 92 en spoorlijn Somain-Vieux-Condé). In 1912 had het Belgisch spoornet 21 grensovergangen met Frankrijk (nu 5), 4 met Luxemburg (nu 3), 3 met Duitsland (grens van voor 1914) (nu 2) en 8 met Nederland (nu 4). Voor het afschaffen van de lokale internationale lijnen spelen dezelfde aspecten als bij binnenlandse lokale spoorwegen, maar daarnaast waren de nationale overheden niet bereid om te investeren of subsidie te geven aan verlieslatende internationale verbindingen.

### Buurtspoorwegen

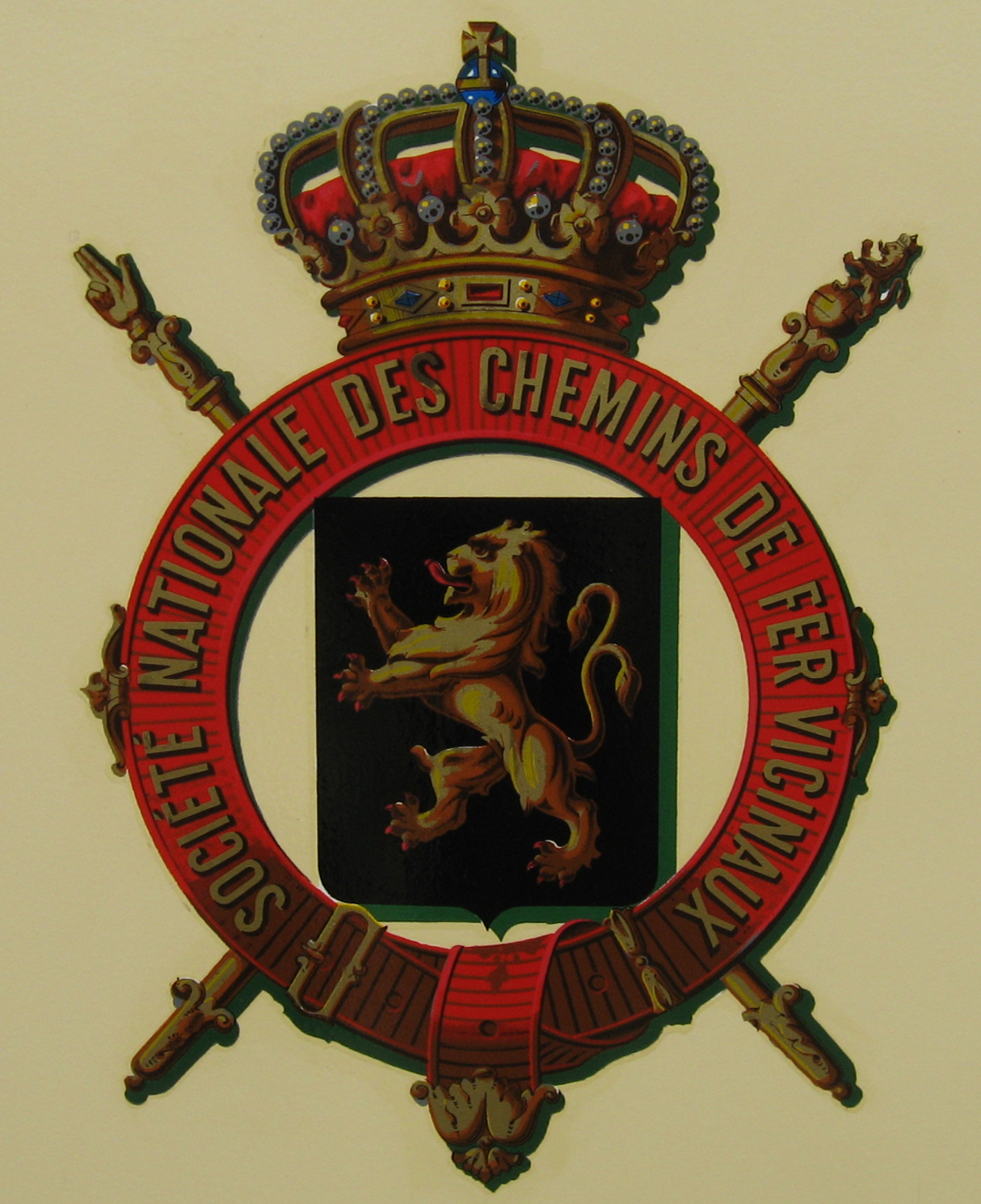
Logo van de NMVB

Om de kleine dorpen en gehuchten te ontsluiten werd in 1885 de Nationale Maatschappij van Buurtspoorwegen (NMVB) opgericht. De buurtspoorwegen baatten in de eerste helft van de 20ste eeuw een uitgebreid smalspoornet uit. Op de Kusttram en enkele museumlijnen na is dit netwerk volledig verdwenen. De Kusttram, en sommige trajecten van de tram in Charleroi, zijn vandaag, als metersporige tramlijnen, afkomstig van de voormalige buurtspoorwegen. De buurtspoorweg moest het spoornet aanvullen, niet beconcurreren. Daarom was de NMVB verplicht om goederen naar het dichtste laadstation te brengen in plaats van zelf ter bestemming te brengen. Parallelle verbindingen mochten niet aangelegd worden, met de uitzondering van spoorlijn 97 tussen Bergen en Boussu (waarvan de exploitatie eerst aan het staatsbedrijf verleend werd en vanaf 1928 aan de NMVB).

### Monorail
Aan het einde van de 19de eeuw draaide de modernisering van het spoorwegnet op volle toeren. Nieuwe technieken en aandrijvingen deden hun intrede, waaronder ook de elektriciteit. Op stadstramnetwerken werd dit al op bescheiden schaal toegepast (In Luik reed in 1893 de eerste elektrische tram in België) en ook op andere vlakken werd er met elektrische aandrijvingen geëxperimenteerd. Een opvallend prototype duikt op op de Wereldtentoonstelling van 1897 in Tervuren. Hier konden mensen een ritje maken met een elektrische monorail, gebouwd door ingenieur F. Behr. Een circuit met één enkele rail van 5 kilometer werd aangelegd en het zonderlinge spoorwegtuig zou een snelheid hebben gehaald van 150 kilometer per uur. Het werd een populaire attractie op de tentoonstelling en een idee dat ook de politiek liet dromen. In de maanden na het aflopen van de expositie startte het ministerie van Spoorwegen een onderzoekscommissie die moest onderzoeken of de monorail ook commercieel kon worden ingezet. Het idee werd geopperd om een lijn te trekken tussen Brussel en Antwerpen waarbij een elektrisch treinstel op één rail de afstand zou afleggen in 20 minuten. De resultaten van de experimenten waren evenwel niet zo succesvol als gehoopt en ook uit financiële overwegingen werd het plan uiteindelijk verlaten.

## Eerste Wereldoorlog

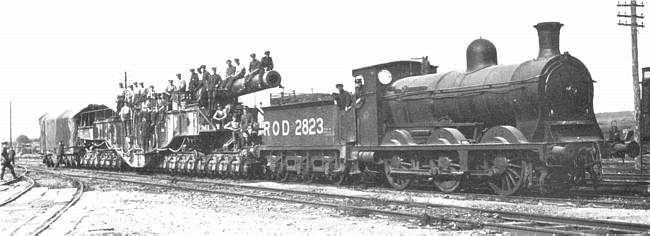
Militaire trein in 1918

Aan de vooravond van de Eerste Wereldoorlog beleefden de Belgische spoorwegen nog hoogtijdagen. Het dichte netwerk van spoorlijnen en buurtspoorwegen telde samen meer dan 7.000 kilometer spoor, wat bijdroeg aan een goede economie en een hoge mobiliteit van de bevolking. De Duitse bezetting tijdens de Eerste Wereldoorlog bracht echter een abrupt einde aan deze situatie. De inval zorgde ervoor dat de normale dienstregeling geheel werd verstoord en het internationale verkeer werd sterk ingeperkt. De stations werden onder streng toezicht gehouden, wat niet onlogisch was gezien er via het spoor veel aan smokkel en spionage werd gedaan.

### Frontspoorlijnen
Langs beide zijden van het front waren sporen nodig om materiaal en troepen naar de Westhoek te brengen. Gezien het hoge aantal doden en gewonden bij elk gevecht was snelle aanvoer noodzakelijk. Omdat de bestaande spoorlijnen hiervoor niet altijd volstonden legden de vechtende partijen zelf spoorwegen aan. Het geallieerde leger had hiervoor een compagnie van speciale 'spoorwegtroepen'. In 1914 maakten deze nog deel uit van de Stelling van Antwerpen. Na de val van deze stad kwamen zij onder bevel van het Groot Hoofdkwartier en verzorgden de bevoorrading en troepentransport naar het front. In 1915 werden ze nog eens opgedeeld in twee compagnieën: een voor normaalspoorwegen en een voor de buurtspoorwegen. Later kwam er nog een aparte compagnie voor het veldspoor bij. De spoorwegtroepen verzorgden naast bevoorrading van het front ook de bewapening en besturing van militaire treinen. Verder legden zij ook nieuwe spoorlijnen aan, waarvan enkele tot op de dag van vandaag bleven bestaan, zoals spoorlijn 76.
Ook de bezetter legde spoorlijnen aan. Zo verdubbelden de Duitsers de capaciteit op het traject Duinkerke-Kortemark. Omdat de Duitse treinen het Nederlandse deel van de IJzeren Rijn niet mochten gebruiken, bouwden ze de ingenieuze spoorlijn 24 van Tongeren naar Aken. Er werden ook verschillende tijdelijke spoorlijnen gebouwd. De bezetter ging hiervoor zelfs buurtspoorweglijnen die ver van het front afgelegen waren ontmantelen en hergebruiken. Uiteindelijk werd bijna 40% van het buurtspoorwegnetwerk opgebroken voor spoorlijnen aan het front. Verder werd er ook van veldspoorlijnen (spoorwijdte 600 mm) gebruikgemaakt waarop lichte stoomlocomotiefjes reden. Langs beide zijden van het front werden spoorkanonnen gebruikt.

### Schade

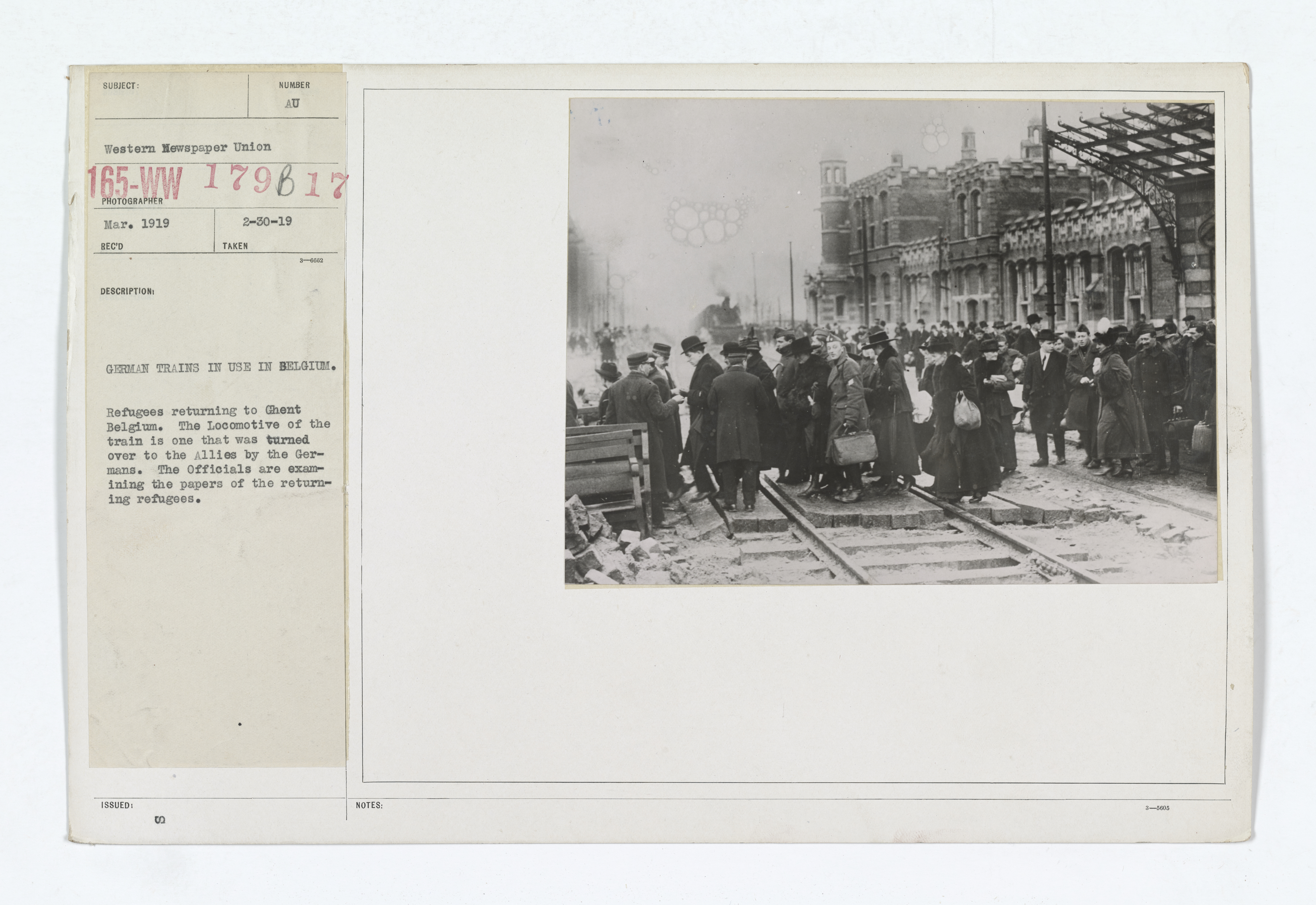
Oorlogsschade in Gent

De nieuw aangelegde spoorwegen ten spijt liet de Eerste Wereldoorlog vooral veel schade aan het spoornetwerk achter. Meer dan 1.000 kilometer rail was volledig vernietigd, het buurtspoorwegnetwerk was geplunderd en honderden kunstwerken als bruggen en tunnels werden vernield. Daarbij kwam nog het grote aantal spoorvoertuigen die onherstelbaar beschadigd werden. In totaal lieten ongeveer 2.000 spoorwegmannen het leven tijdens de oorlog. Daarbij komen nog verschillende gefusilleerde spoorwegspionnen zoals Gabrielle Petit en slachtoffers die omkwamen bij bombardementen op stations. Zelfs na de wapenstilstand vielen nog verschillende doden en gewonden bij explosies van achtergebleven munitietreinen.

## Interbellum

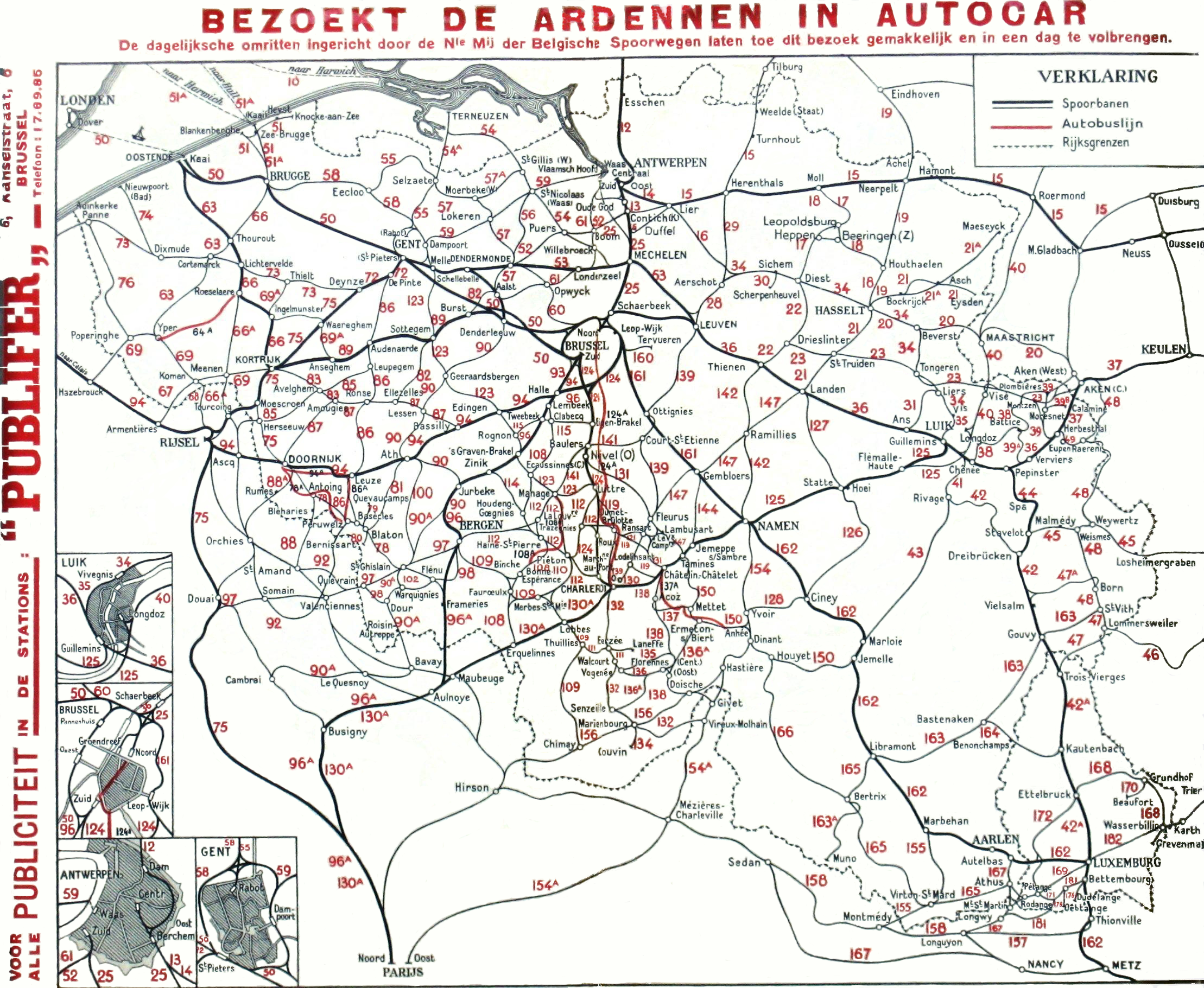
Spoornet in de zomer 1933 met de eerste aanvullende buslijnen in het rood.

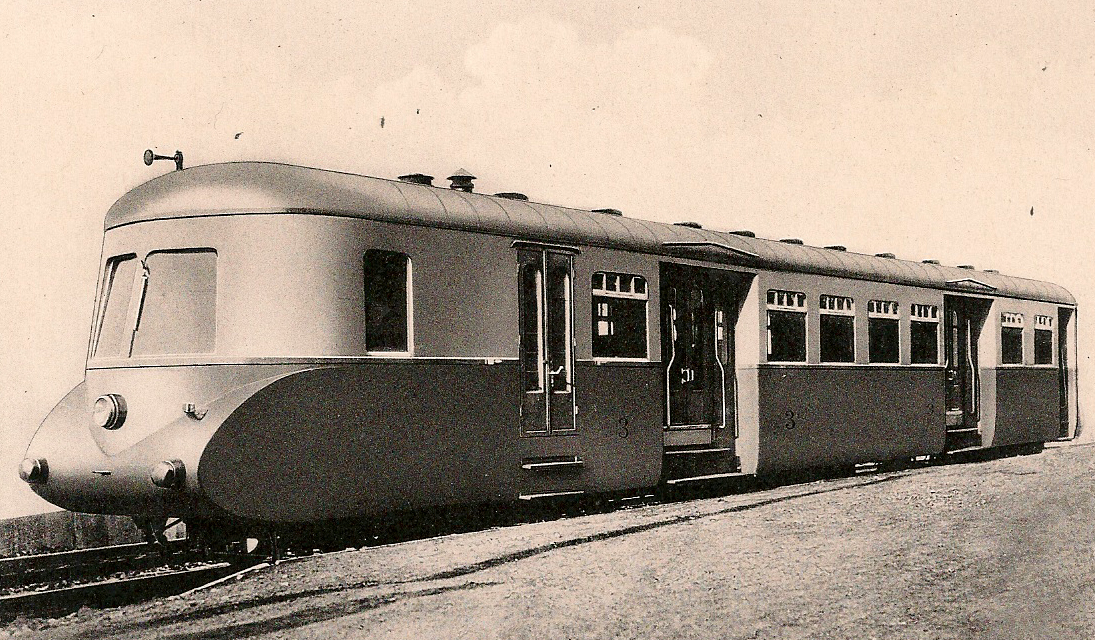
Een motorwagen serie 608 uit 1936

De spoorlijnen waren een van de eerste zaken die werden heropgebouwd na afloop van de Grote Oorlog. Een belangrijk probleem was het tekort aan spoorwegmaterieel. De geallieerde troepen hadden wel enkele locomotieven en wagons kunnen redden van de oprukkende vijand, maar veel achtergebleven materieel was verloren gegaan bij bombardementen of gedeporteerd naar Duitsland. Om het verloren materieel te compenseren werd er bij het Verdrag van Versailles besloten dat Duitsland een groot aantal locomotieven en wagons moest schenken aan België als deel van de oorlogsvergoeding.
De spoorwegen konden zich relatief snel herstellen van de oorlog en de exploitatie kwam vlug weer op gang. Hoewel de economische situatie na de oorlog met momenten erg wankel was werd er sterk ingezet op modernisatie van materieel en de invoering van nieuwe technologieën. De meeste locomotieven en rijtuigen die nog dateerden van voor 1900 werden stilaan uit dienst gehaald. Hoewel vele houten rijtuigen nog tot het einde van het stoomtijdperk meegingen, werden nieuwe rijtuigen steeds vaker uit metaal vervaardigd. De stoomlocomotief was nog steeds heer en meester op de Belgische sporen en bereikte haar technisch hoogtepunt, maar alternatieven maakten stilaan hun intrede. Motorwagens met dieselaandrijving en elektrische treinstellen verschenen ongeveer gelijktijdig op het net in de jaren 1930. De motorwagens werden vooral ingezet op lokale spoorlijntjes als aanvulling op de stoomdiensten. Elektrische en dieselaangedreven locomotieven maakten pas na de Tweede Wereldoorlog hun opwachting.

### Einde van de private maatschappijen
Reeds aan de vooravond van de Eerste Wereldoorlog hadden de private spoorwegbedrijven het grootste deel van hun pluimen verloren ten koste van het staatsbedrijf. De Belgische staatsspoorwegen hadden ook na het conflict het grootste deel van het normaalspoornetwerk in handen. Er waren in het interbellum nog enkele andere private ondernemingen actief. De Nord-Belge, nog steeds een sterke speler, baatte de lijnen Namen-Luik, Namen-Givet, Maubeuge-Bergen en Maubeuge-Charleroi uit. Tussen station Namen en station Charleroi-Zuid  mocht ze gebruik maken van staatsspoorlijnen om volledige verbindingen te kunnen voorzien. Uiteindelijk werd het Nord Belge-net opgenomen door de NMBS in 1940. De Société Anonyme du Chemin de Fer International de Malines à Terneuzen (MT) baatte de spoorlijn Mechelen-Sint-Niklaas-Terneuzen uit. De maatschappij was relatief succesvol, maar leed onder de crisis van de jaren 1930. De Tweede Wereldoorlog zou uiteindelijk haar doodssteek betekenen en in 1948 werd de bediening van lijn 54 overgenomen door de NMBS en de NS. Buiten deze private spelers exploiteerden enkele particuliere maatschappijen de grenstrajecten met Frankrijk. Deze werden doorheen het interbellum stuk voor stuk opgeslorpt door de NMBS of de SNCF. In 1958 eindigde het laatste private spoorbedrijf op het Belgische net met personenvervoer, nl. op de spoorlijn Brussel-Tervuren.

### Ontstaan NMBS (1926)

Het NMBS-logo, ontworpen in 1936

De staatsspoorwegen stonden onder rechtstreeks toezicht van de minister van Spoorwegen, maar hadden verder vrij veel autonomie. De structuur van het staatsbedrijf was echter erg problematisch en werd geplaagd door politieke inmenging en corruptie. Er was weinig controle en zicht op de uitgaven van de maatschappij terwijl er wel een aanzienlijk deel van de staatskas heen ging. In de moeilijke economische tijden (de beurscrash van 1929 was niet veraf) moest een oplossing gezocht worden en die werd gevonden in de (gedeeltelijke) privatisering van de staatsspoorwegen.
De Nationale Maatschappij der Belgische Spoorwegen (NMBS) werd opgericht in 1926. Het werd een naamloze vennootschap met eigen rechtspersoon die voor haar eigen vermogen en financiering zou moeten instaan. De staat hield controle over het nieuwe bedrijf door zelf een deel van de aandelen in handen te houden. De rest van de aandelen kon verworven worden door de markt. Het spoorwegmaterieel werd in eerste instantie overgenomen van de staatsspoorwegen (waaronder het ex-Duitse materieel van na de Eerste Wereldoorlog), later werden ook nieuwe locomotieven aangekocht en gebouwd. Ondanks de moeilijke economische situatie in de jaren 1930 investeerde de NMBS in enkele belangrijke vernieuwingen.

### Elektrificatie

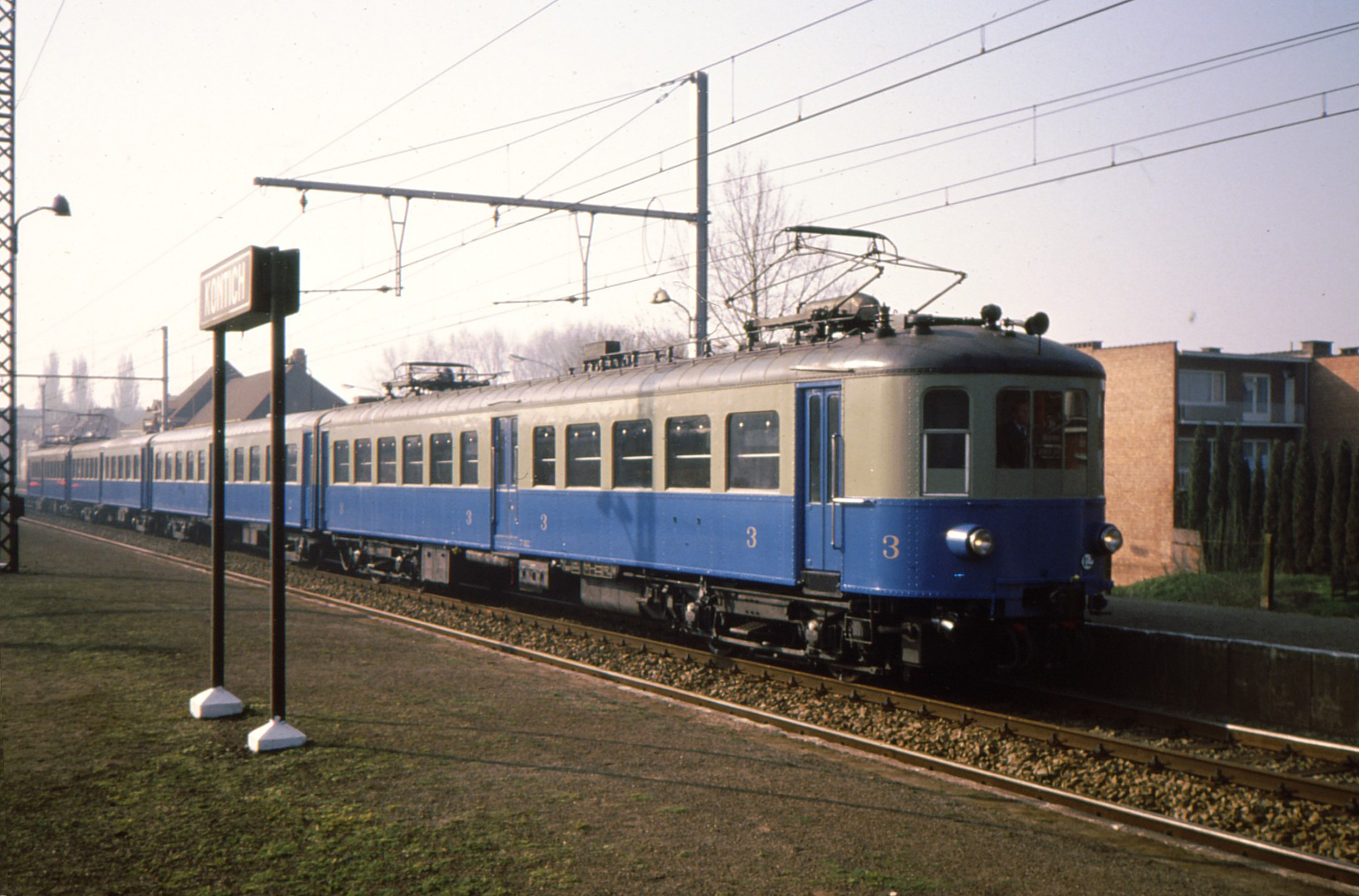
Een historisch elektrisch treinstel uit 1935 passeert Kontich.

In vergelijking met andere landen begon België pas vrij laat met elektrische tractie. In de steden waren elektrische trams intussen al redelijk ingeburgerd, maar voor een eerste toepassing op het grote spoor was het wachten tot 1931. De korte spoorlijn Brussel-Tervuren werd als eerste Belgische lijn geëlektrificeerd onder 1500 volt, vooral bij wijze van test. De Algemene Maatschappij van Elektrische en Industriële Bedrijven (het latere Electrabel) had de lijn in concessie en exploiteerde deze met elektrische treinstellen, technisch verwant aan de Parijse metro. Uiteindelijk werd er gekozen voor een gelijkstroomsysteem van 3000 volt, waarvoor Italië, Spanje en sommige landen van Oost-Europa kozen. De eerste brede toepassing van de elektrische trein gebeurde op de lijn Brussel-Antwerpen. Tegelijk werd het traject tot vier sporen uitgebreid. De oorspronkelijke spoorlijn behield het nummer 25, de naastliggende lijn kreeg nummer 27. In de omgeving van Mechelen werd het spoor verhoogd en tussen Hove en Berchem werd het uitgegraven. Net voorbij Hove werden de sporen (van lijn 27) omgeleid. Zo werd spoorlijn 25 een kruisvrije expreslijn. Exact 100 jaar na de eerste treinrit, op 5 mei 1935, reed het eerste Belgische elektrische treinstel (Type 1935) over het baanvak, met aan boord koning Leopold III. De trein haalde 120 kilometer per uur en de reis duurde 31 minuten, met de halte in Mechelen inbegrepen. De verdere elektrische uitbreiding verliep echter traag wegens de druk vanuit de koolmijnen, de hoge kosten en de Tweede Wereldoorlog.

### Expreslijn Brussel-Gent

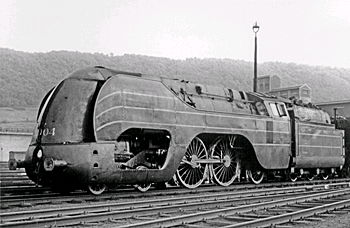
Een locomotief type 12, bekend vanwege de "blauwe wimpel" die ze kreeg door het snelheidsrecord voor commerciële passagierstreinen te breken (12 juni 1939)

Tot in de jaren 1930 verliep het spoorverkeer van Brussel naar de kust via Aalst en Wetteren, de zogenaamde oude lijn 50. De lijn was niet de kortste, telde talloze stations en was erg druk. Al voor de Eerste Wereldoorlog waren er plannen om een snel spoor tussen Brussel en Gent te realiseren. Dit werd de 'expreslijn' genoemd 50A: een lijn zonder overwegen en haltes. Met een bijna rechtlijnig tracé en kruisingsvrije aansluitingen met de andere lijnen was dit een vroege hsl. De aanleg verliep in twee fases. De eerste, Gent-Denderleeuw was af in 1923, de tweede, Denderleeuw-Brussel-Zuid in 1933. Vanaf 1939 liet de NMBS sneltreinen rijden tussen Brussel-Zuid en Oostende met een stop in Brugge. Voor deze lijn werd een unieke gestroomlijnde stoomlocomotief ontworpen, specifiek gebouwd voor het trekken van dergelijke sneltreindiensten. De Atlantic type 12 van de NMBS legde het traject af in een recordtijd van één uur, aan een snelheid van 120 tot 140 km/u. De treindienst won in 1939 de 'Blauwe wimpel' als snelste reguliere passagierstrein ter wereld. De sneltreinen reden in de voormiddag en in de avond. Elk uur reed een 'gewone' trein, die het traject in 1 uur 15 minuten aflegde, met een stop in station Gent-Sint-Pieters en Brugge. De lijn werd wel pas geëlektrificeerd in de jaren 1950.

### Aanvullende buslijnen
Vanaf 1933 zetten de spoorwegen aanvullende buslijnen in (zie rode lijnen op de spoorkaart). Bijzonder is de buslijn Brussel-Noord-Charleroi die nu nog steeds bestaat, maar dan vanaf Brussel-Zuid. Reizigers vermeden hiermee een dubbele overstap met nog een tramrit in Brussel. Bij de latere opheffing van spoorlijnen werden meestal vervangende busdiensten ingezet. Op 1 september 1977 gingen de door de spoorwegen beheerde streekbussen over naar de buurtspoorwegen.

## Tweede Wereldoorlog
Net als de Grote Oorlog had ook de Tweede Wereldoorlog dramatische gevolgen voor de Belgische spoorwegen. Opnieuw werd de exploitatie grondig verstoord. Tijdens de oorlog kon de bevolking, door allerlei reisbeperkingen, bijna niet reizen met het 'groot spoor'. De meeste treinen werden ingezet voor het Duitse leger en al in de eerste dagen van de bezetting werden vele spoorwegen en infrastructuurwerken vernield door bommen en sabotage. Om de weggevallen treinverbindingen op te vangen hebben de buurtspoorwegen langeafstandsstoomtrams ingezet, met uitgebreide diensten zoals een verbinding Brussel-Luik.

### Deportatietreinen
Vanwege de bezetting door nazi-Duitsland vielen ook (onder andere) Belgische Joden en zigeuners ten prooi aan uitroeiing. In 1942 werd de Dossinkazerne in Mechelen omgevormd tot deportatiekamp. De nazi's profiteerden van een nabijgelegen goederenspoorlijn om vanuit de kazerne konvooien naar het beruchte concentratiekamp Auschwitz te organiseren. Vanuit Berlijn regelde het Reichssicherheitshauptamt (RSHA) het vorderen van NMBS-treinen en de chef van de Dossinkazerne, Philipp Schmitt organiseerde de deportaties. Aanvankelijk werden de Joden en Roma vervoerd in gewone derdeklaspassagiersrijtuigen, maar vanaf het Twintigste treinkonvooi op 19 april 1943 werd er overgegaan op gesloten goederenwagons. Omdat er steeds meer personen gedeporteerd moesten worden volstonden de rijtuigen niet meer en moesten de mensen verschillende dagen rechtstaand in een donkere wagon doorbrengen. Tijdens het 20ste konvooi vond wel een unieke bevrijdingsactie plaats. Drie personen konden de trein ter hoogte van Boortmeerbeek tot stilstand dwingen en verschillende gevangenen bevrijden.
In totaal vonden 28 konvooien plaats waarbij 25.257 joden en 352 zigeuners naar Auschwitz werden gevoerd. Een groot deel hiervan werd meteen na aankomst omgebracht.

## Naoorlogse periode

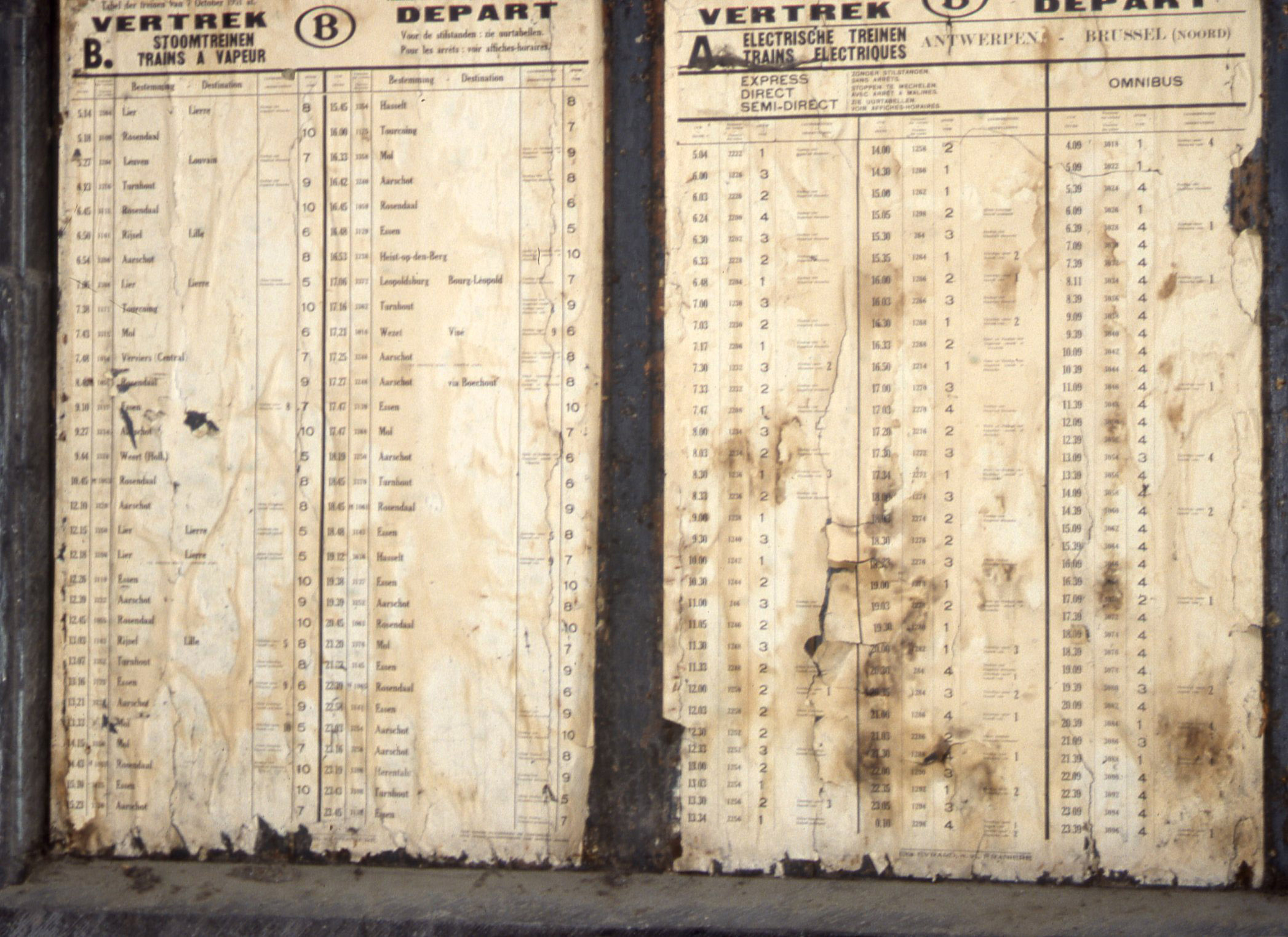
Oude vertrekstaten in Station Antwerpen-Centraal

De Tweede Wereldoorlog had diepe sporen nagelaten op het Belgische net. Vele stations en spoorlijnen waren verwoest en opnieuw was er een enorm verlies aan spoorwegmaterieel. Tijdens de eerste jaren na de oorlog ging alle aandacht dan ook naar het herstellen van de schade. Om het gebrek aan materieel te ondervangen en het leger logistiek te ondersteunen, zijn veel Amerikaanse stoomlocomotieven ingevoerd. Daarnaast moest Duitsland wederom een aantal locomotieven en rijtuigen afstaan aan België.

### Opheffen spoorlijnen

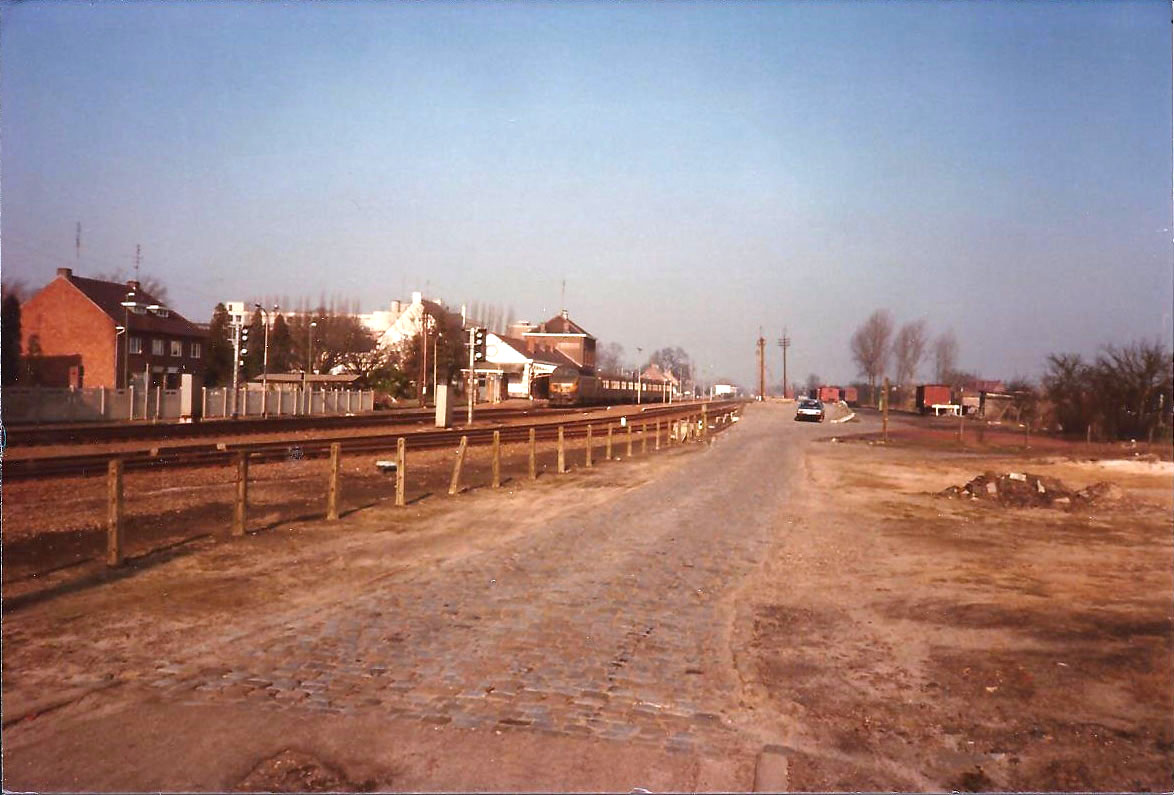
Het station van Neerpelt na de heropening in 1979

Sommige lokale spoorlijnen werden niet hersteld maar gesloten, waarbij veel haltes en stations worden opgeheven. Hun erbarmelijke staat, de komst van de autobussen of de concurrentie van de auto en de vrachtwagen maakten een volledige heropbouw van het spoorwegnet van voor 1940 niet interessant. De spoorwegen besloten hun weinige financiële middelen vooral te gebruiken om het kernnet gezond te maken. De opheffing van lokale spoorlijnen bereikte een hoogtepunt in de jaren 1950 en 1960. Door de achteruitgang van de Waalse industrie verloren vele lijnen in het dichtbespoorde Waalse industriebekken hun economische meerwaarde. De zware, arbeids- en onderhoudsintensieve stoomtreinen werden op deze kleine spoorlijntjes steeds minder efficiënt. Voor vele trajecten vormden motorwagens de redding. Ze waren licht, makkelijk inzetbaar en volstonden om de lage reizigersaantallen op te vangen. Deze liepen ook steeds meer terug, waardoor vele trajecten later enkel nog voor goederentransport werden opengehouden. De opgeheven treindiensten werden vervangen door busdiensten die in beheer van de NMBS reden met het spoortarief. Vele oude opgeheven spoorbeddingen werden later geasfalteerd en toegevoegd als wandel- en fietspad tot het RAVel-netwerk.

### Einde van het stoomtijdperk en verdere elektrificatie

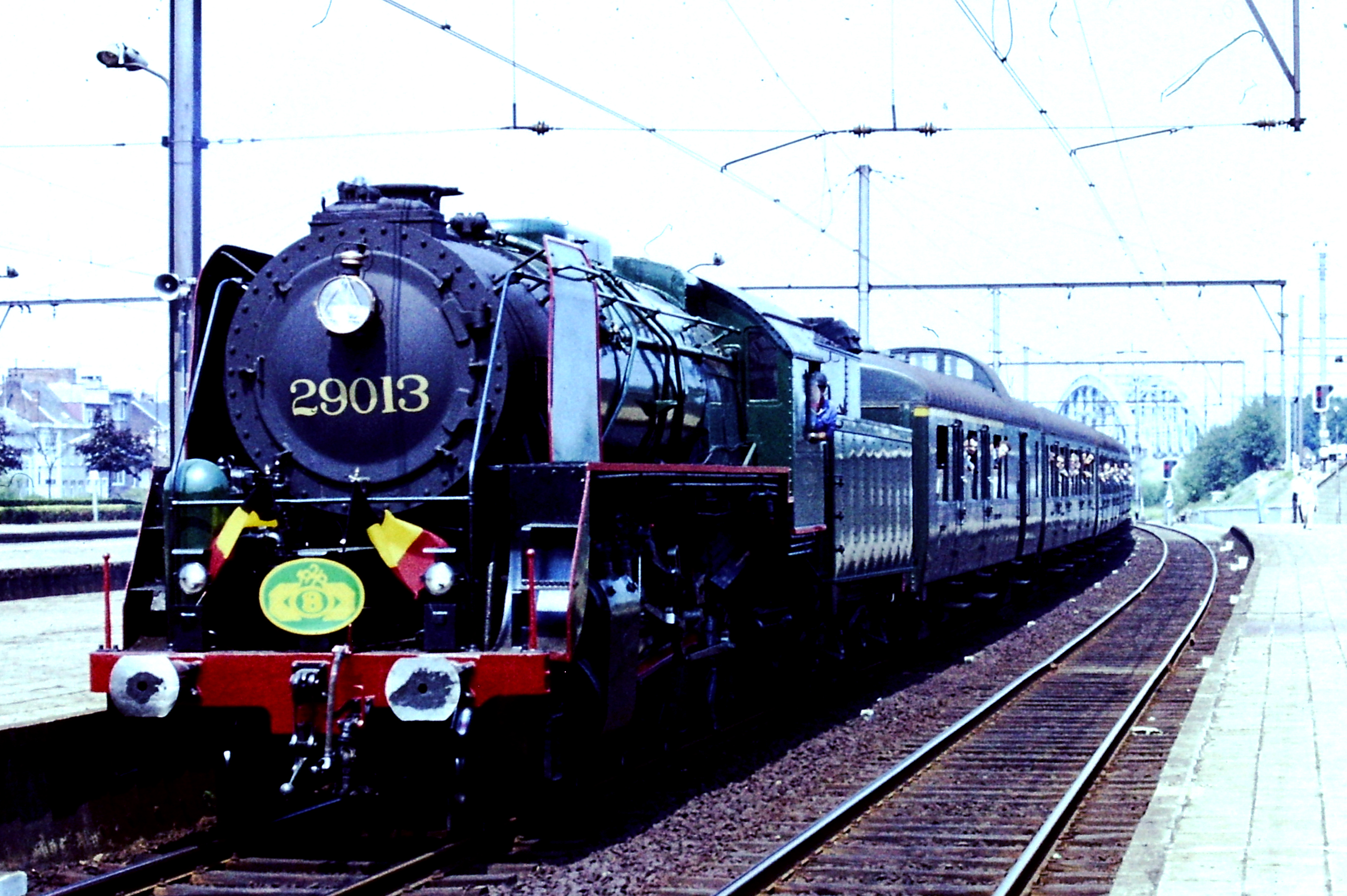
Locomotief 29.013 trok de laatste commerciële stoomdienst in België

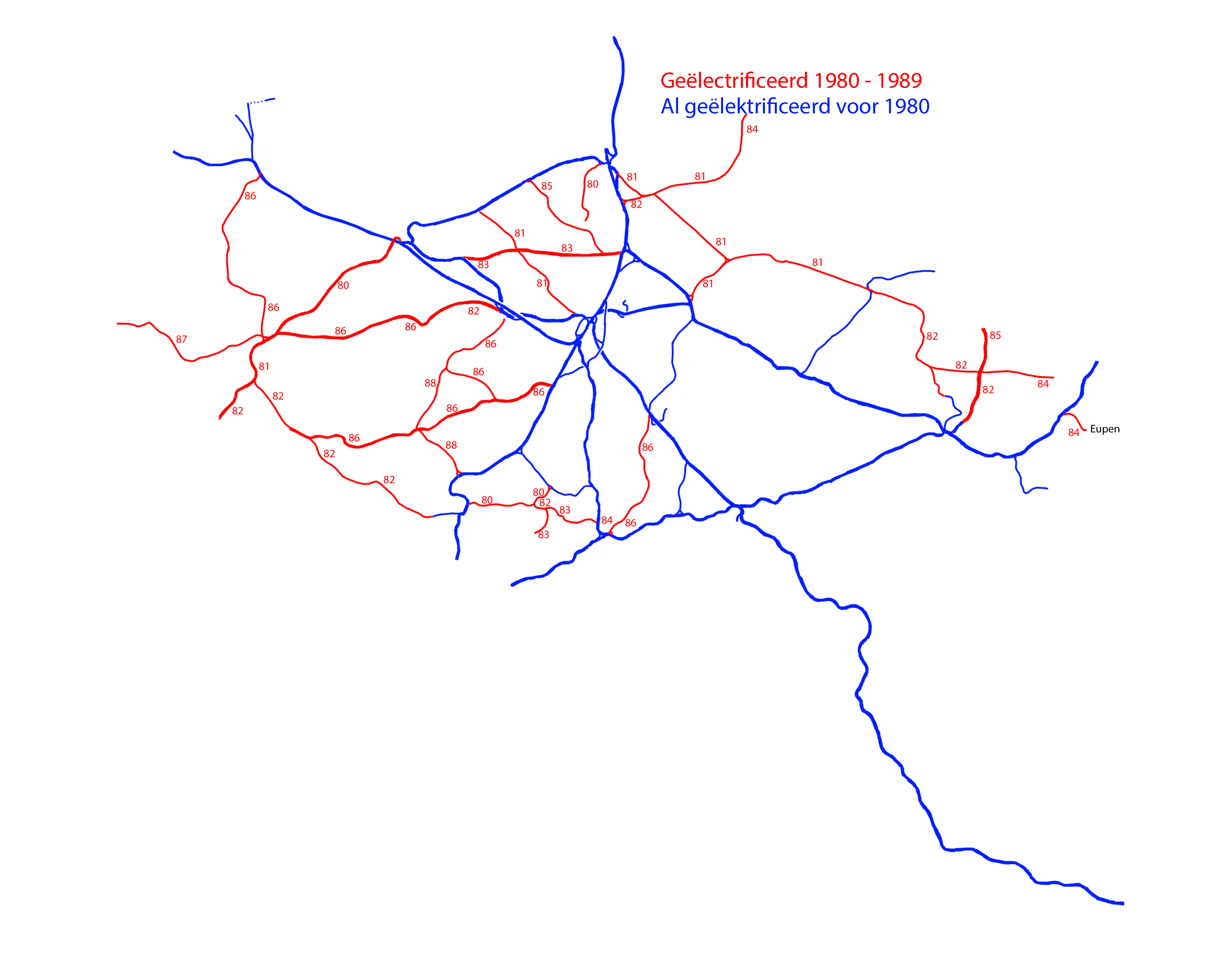
In het blauw de elektrificaties tot 1980 en in het rood de elektrificaties 1980-1989 met datum

Tegen de jaren 1960 begon het aandeel van de stoomtrein steeds meer terug te lopen. Daar waar treinen op diesel of elektriciteit in het interbellum meer een aanvulling dan een vervanging van de stoomdiensten waren, werden de oude dampende locomotieven nu steeds meer iets van het verleden. Vanaf de jaren 1950 verschenen elektrische en diesellocomotieven ten tonele die qua trekkracht en snelheid bijna gelijk waren aan de stomers, maar minder onderhoud of arbeid vereisten, zuiniger zijn en dus goedkoper. Ook de toekomstige Noord-Zuidverbinding stimuleerde eveneens aftocht van de stoom. Stoomtractie zou niet wenselijk zijn in deze tunnels, temeer omdat er twee ondergrondse stations gepland waren: Brussel-Centraal en Brussel-Congres. Het slepen van de stoomtreinen met elektrische locomotieven door de tunnel, is mogelijk, maar onhandig. In Brussel-Zuid en Brussel-Noord zouden die locomotieven immers steeds aan en van de trein moeten gekoppeld worden. De drie technologieën bleven naast elkaar bestaan tot 1966. Op 20 december van dat jaar reed voor de laatste maal in de Belgische geschiedenis een commerciële stoomrit uit. De rit van Aat naar Denderleeuw werd door duizenden toeschouwers bijgewoond. De locomotief van het Type 29 met nummer 29.013, die de laatste trein trok, wordt nog steeds voor museumdiensten gebruikt. Er werden ook nog wel stoomlocomotieven gebruikt als mobiele stoomgenerator om de rijtuigen voor te verwarmen.
De dieseltrein had aanvankelijk een groter succes dan de elektrische trein, gezien de hoge kostprijs van het aanleggen van de bovenleiding. De uitbreiding van het elektrische net kwam dus maar gestaag op gang. Na de oorlog werd de spooras Antwerpen haven-Charleroi als eerste volgende lijn geëlektrificeerd. In 1950, nog voor de opening van de Brusselse Noord-Zuidverbinding in 1952, konden voor het eerst goederentreinen elektrisch rijden tussen de Antwerpse haven en Charleroi. Tussen Vilvoorde en Linkebeek reden de goederentreinen via de spoorlijn 26. Door het succes van de eerste elektrificaties besliste de directie van de NMBS in de jaren 1950 de assen Oostende-Luik (gerealiseerd 1954) en Brussel-Luxemburg (gerealiseerd 1956) te elektrificeren.
Bij de elektrificatie werden de betrokken spoorlijnen grondig gemoderniseerd. Vaak werden sporen bij steden heraangelegd op viaducten zodat veel overwegen in een stedelijke omgeving opgeheven werden. Voorbeelden hiervan zijn de stations Lokeren, Oudenaarde en Sint-Niklaas. Ook tracéverbeteringen werden toegepast evenals baanvaksnelheidsverhogingen en spoorverdubbelingen. In 1962 was er 1.000 kilometer bovenleiding. Vandaag is het grootste deel van het net geëlektrificeerd, op enkele stukken in Wallonië, Limburg en Oost-Vlaanderen na. Minder rendabele lijnen werden gesloten zodat dieseltractie nu marginaal is. Tegenwoordig worden de laatste spoorlijnen geëlektrificeerd uit milieu- en comfortoverwegingen. Ondanks de CO2-uitstoot van de elektriciteitscentrales, is de CO2-uitstoot van elektrische treinen 30% lager dan bij diesel. Bij het remmen sturen elektrische treinen de remenergie terug op het net. Sommige spoorlijnen zijn geëlektrificeerd met 25 kV wisselspanning (50 hertz). De hogesnelheidslijnen in België (Brussel-Rijsel en Leuven-Luik) en een deel van de internationale lijn Luik-Luxemburg en de Athus-Meuselijn hebben dit systeem.

### Infrastructuuraanpassingen
Na de oorlog worden twee grote projecten afgerond die het spoornet wezenlijk veranderen: de Noord-Zuidverbinding in Brussel en de ring rond Antwerpen met de sloop van het station Antwerpen-Zuid. Later worden andere projecten aangepakt:
- Bouw van de hogesnelheidslijnen
- Ombouw van Antwerpen-Centraal en de Noord-Zuidverbinding
- Het GEN-project rond Brussel

#### Noord-Zuidas in Brussel

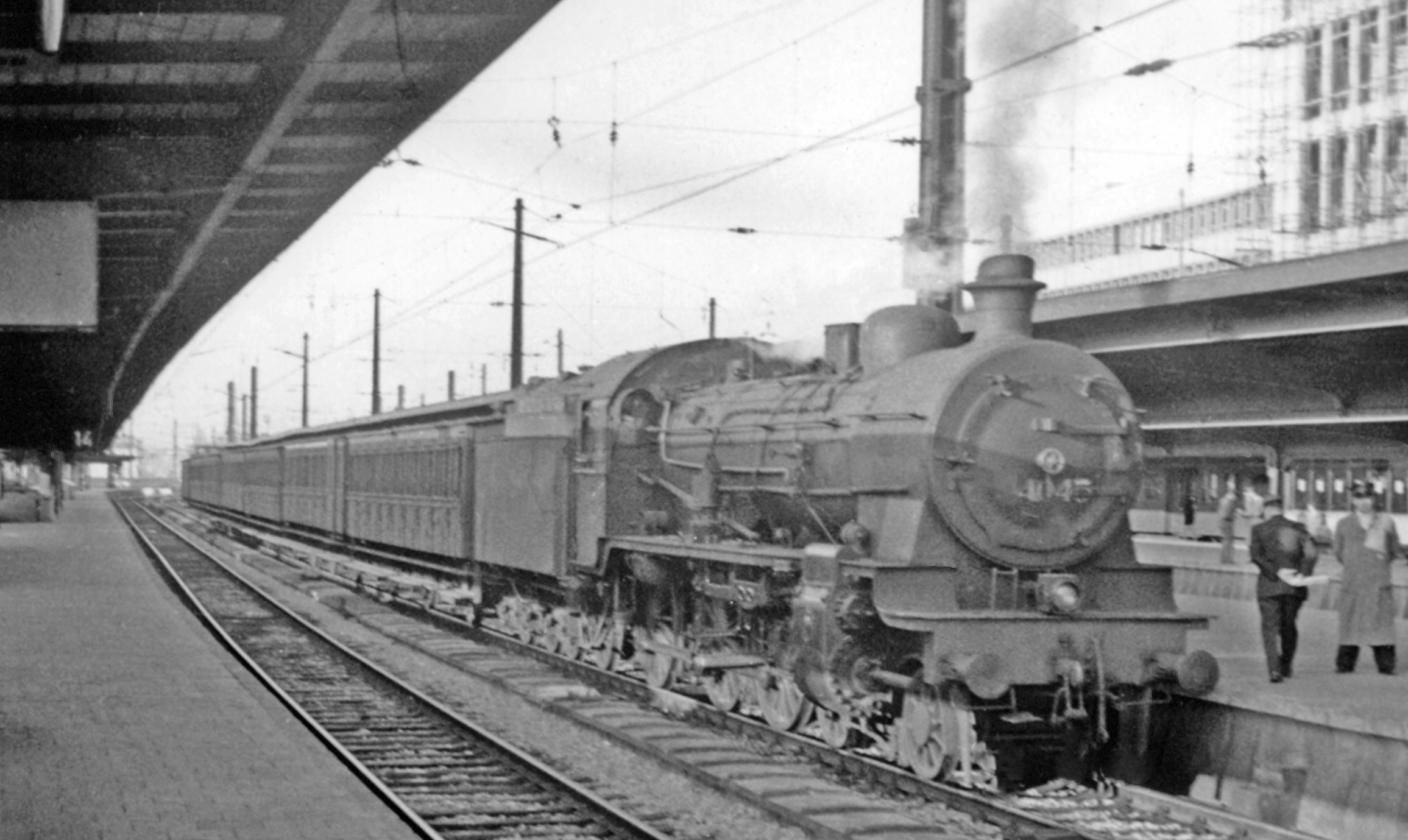
Stoomtrein ter hoogte van het Zuidstation (1957)

Aan de Noord-Zuidverbinding is vele jaren gewerkt. De eerste plannen dateerden al van eind 19de eeuw. De twee wereldoorlogen en de crisis van de jaren 1930 lieten het project vertraging oplopen. De tunnel werd in 1952 in dienst genomen en sindsdien passeren bijna alle treinen de Noord-Zuidverbinding. Voorheen was Station Schaarbeek het 'hoofdstation' om in alle richtingen te reizen. Zo waren er exprestreinen die van Antwerpen naar Charleroi reden via Schaarbeek, de Leopoldswijk en de Oostelijke ringroute en er waren treinen van Luik naar Oostende die alleen in Schaarbeek stopten. (De internationale treinen van Nederland naar Parijs namen het westelijke ringspoor en stoppen tot op heden in Brussel-Zuid.) De drukte van weleer is merkbaar in het station Schaarbeek aan de perronsporen en het stationsgebouw. Tegenwoordig neemt er een relatief klein aantal mensen de trein (2.500 klanten op weekdagen). Het station is nu nog belangrijk bij nooddienstregelingen en bij calamiteiten met de Noord-Zuidverbinding.

#### Antwerpen-Zuid en de ring

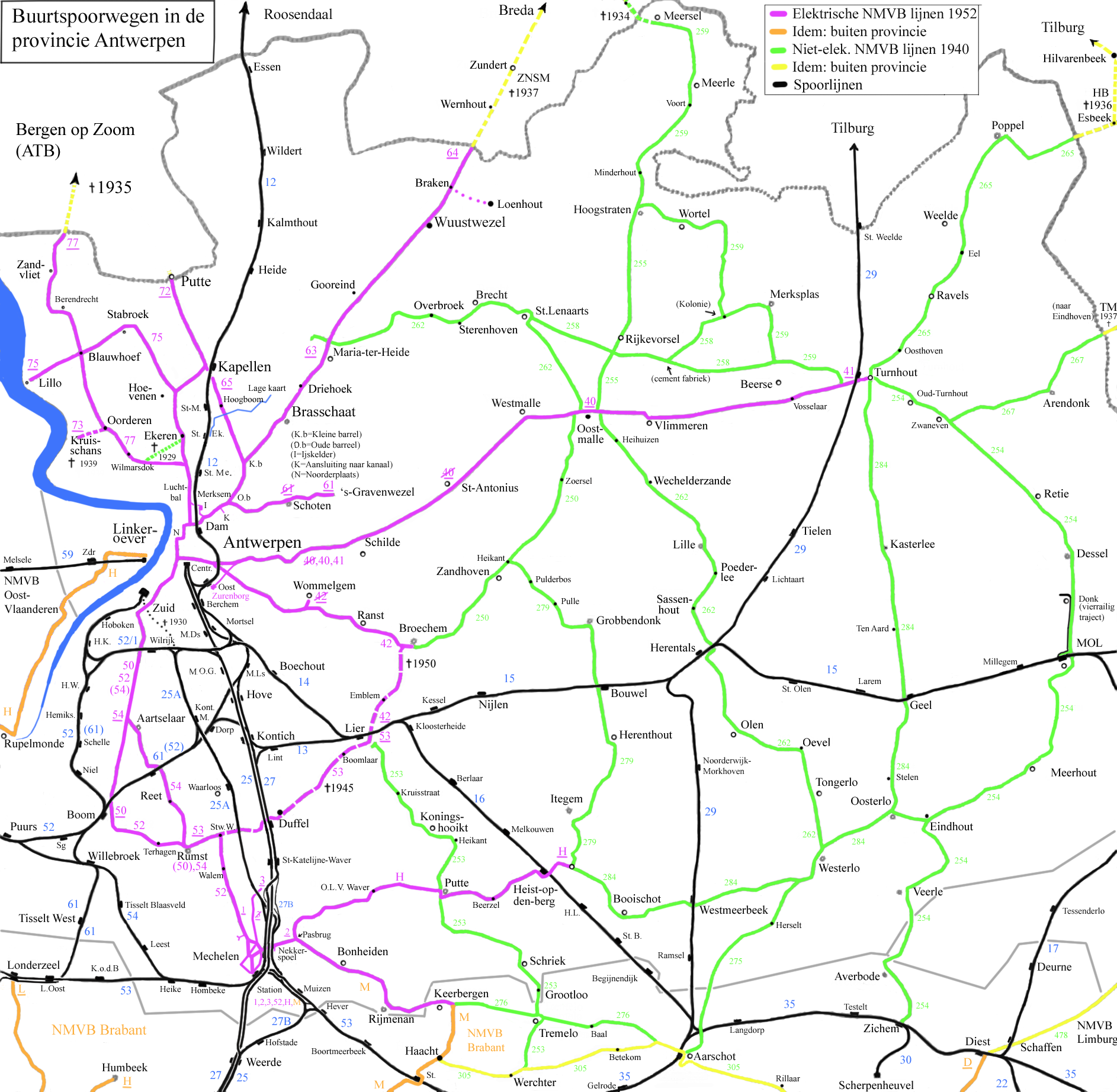
Kaart met het spoorlijnnet van 1940 in de provincie Antwerpen

Vanuit Antwerpen-Zuid vertrokken drie spoorlijnen:
- Lijn 61: Zuid - Niel - Boom (zie 52) - Willebroek - Londerzeel - Opwijk - Aalst (zie 61)
- Lijn 52: Zuid - Wilrijk - Kontich - Reet - Boom - Puurs - Dendermonde, Gent en de kust
- Lijn 27B: Zuid - Wilrijk - Kontich - Waarloos - Mechelen. Deze lijn was als hoofdlijn naar Brussel gebouwd maar is alleen gebruikt voor stoptreinen en goederenvervoer.

In 1930 was de rechtstreekse toegang tot Zuid gesloten en moesten treinen via de gordellijn omrijden. Toen was er in het zuiden veel industriële activiteit en was er een druk goederenvervoer. Later verplaatsten de meeste havenactiviteiten zich naar het noorden. Van de drie lijnen en de gordellijn bleef alleen de spoorlijn Antwerpen-Boom via Niel over. Deze lijn sluit bij de halte Antwerpen-Zuid aan op de tunnellijn. Vandaar rijden de treinen verder naar Berchem en Antwerpen-Centraal. Op Linkeroever is de overbodige spoorlijn naar het Station Vlaams-Hoofd opgebroken.
Met de bouw van de Antwerpse snelwegring werd de Kennedytunnel en een extra tunnelkoker voor de spoorweg onder de Schelde gebouwd. De spoortunnel is geopend op 1 februari 1970 en de aansluitende spoorlijn naar Gent werd geëlektrificeerd en verbeterd (tot Sint-Niklaas 1970, tot Gent in 1973). De treinen naar het Gent en verder kregen een snellere route en hoefden niet meer via Dendermonde of Mechelen te rijden.
De diepte van de spoortunnel maakte een aansluiting met het station Antwerpen-Zuid onmogelijk. Om het reizigersvervoer te concentreren op Antwerpen-Centraal, wordt besloten tot de sloop van Antwerpen-Zuid en een tunnel langs de ring tot Berchem. Daar is er een ongelijkvloerse aansluiting met de hoofdlijnen.

### Modernisering seinwezen

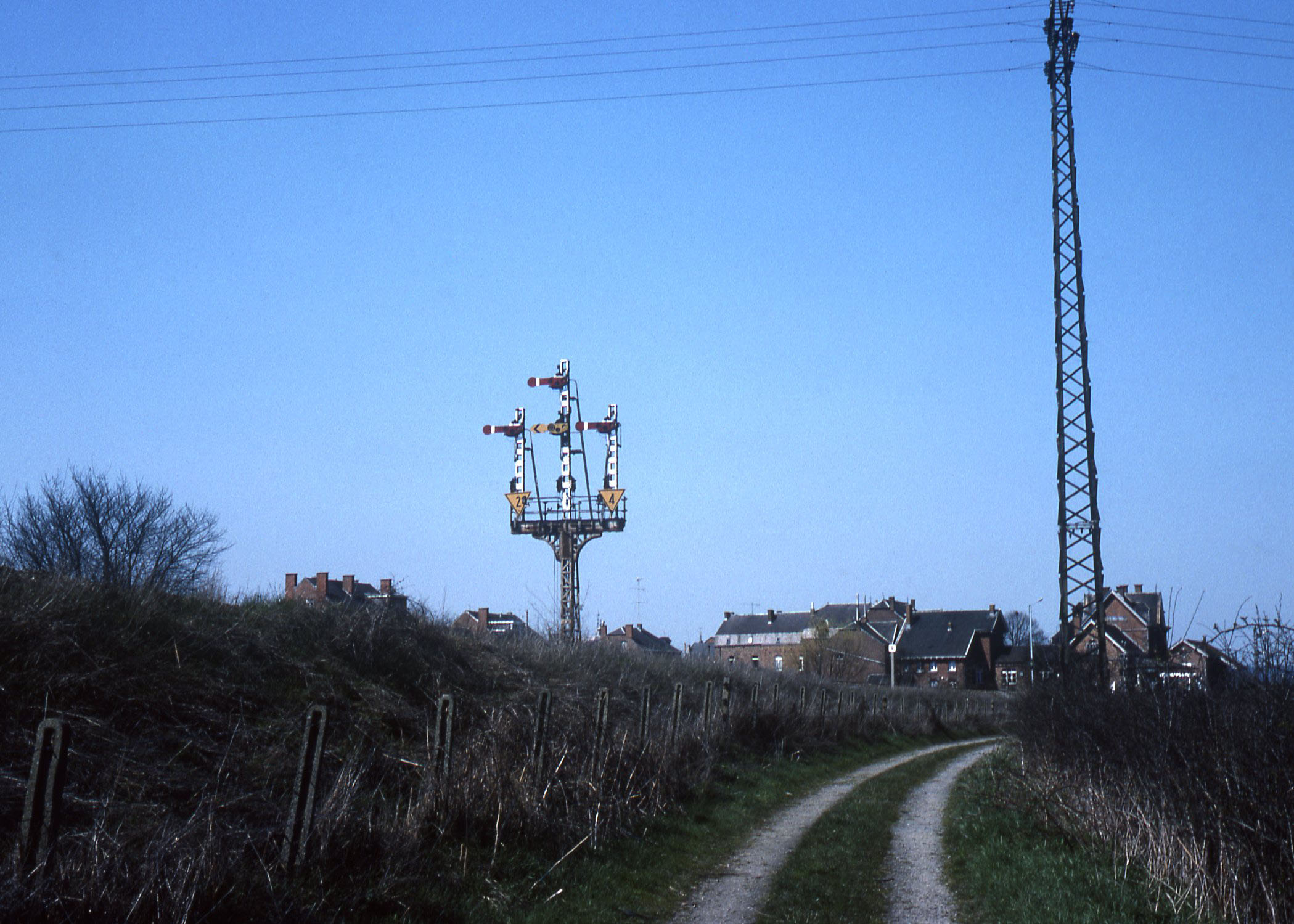
Nog in dienst zijnde armseinen in 1980 te Beauraing

Overwegen met overwegwachters verdwenen, net zoals de kleine seinhuizen. De bediening van de seinen en wissels gebeurt nu computergestuurd door grote leidersposten. Mechanische armseinen zijn vervangen door lichtseinen en de telegraafpalen zijn vervangen door glasvezelkabel. De treinbeïnvloeding TBL1 (opvolger van Memor) en de latere variant TBL1+ werd op alle lijnen ingevoerd. Op de HSL 2 wordt TBL 2 gebruikt. In de toekomst komt het Europese ETCS. Veel overwegen zijn vervangen door ongelijkvloerse kruisingen en de meeste die nog bestaan zijn beschermd door AHOB's. De spoorwegen hadden altijd een eigen telefoonnet.

### Treinmaterieel
Het spoorwegnet bestaat uit elektrische en niet-geëlektrificeerde spoorlijnen. Op treintrajecten waar nog gedeeltes niet elektrisch waren, werd er gereden met stoomtractie (tot 1966) en dieseltractie. Na de oorlog was het aantal elektrische treinstellen nog beperkt en kwamen er nog veel getrokken treinen voor. Rijtuigen konden immers zowel door een elektrische locomotief als door een diesellocomotief getrokken worden. Bovendien kunnen locomotieven zowel voor goederentreinen als voor reizigerstreinen ingezet worden. Het keren van een getrokken trein vergde echter wel tijdrovende manoeuvres om de locomotief weer voor de trein te plaatsen. Getrokken treinen werden daarom voornamelijk ingezet op de langere verbindingen waarbij onderweg niet gekeerd moest worden. Om de keerproblemen te vermijden werden tegen de einde van de twintigste eeuw trek-duwcombinaties ingevoerd met een vaste samenstelling en een stuurstandrijtuig. Op de niet-elektrische lijnen werden aanvankelijk getrokken treinen ingezet (drukke lijnen) en railbussen (minder bereden lijnen). Wegens de verouderde railbussen, het prijskaartje van de getrokken treinen en de voortschrijdende elektrificatie, bestelde de NMBS dieseltreinen die alle lijnen konden bedienen. Ook het comfort en de veiligheid veranderden:
- De houten zitbanken werden vervangen door banken met vijf zitplaatsen op een rij en rechte leuningen. De laatste generatie rijtuigen hebben individuele stoelen met een schuine leuning en vier zitplaatsen per rij.
- Compartimenten worden minder gebruikt.
- Ramen konden aanvankelijk helemaal naar beneden. Vanaf eind jaren 50 kwamen kleine dubbele schuiframen, de zogenaamde vlinderraampjes. Vanaf 1980 werden die vervangen door één schuifdeel. Bij de laatste generatie treinen is er airco en zijn de ramen gesloten.
- De vroege rijtuigen zijn uitgerust met klapdeuren die de reizigers zelf moesten openen. Daarna kwamen de vouwdeuren en bij de laatste generatie openen de deuren zich naar buiten toe voor ze openschuiven. De knoppenbediening laat toe dat de reiziger de deur voor het vertrek kan sluiten. Treinen van de laatste generatie hebben automatische binnendeuren.
- De verwarming van de rijtuigen gebeurde aanvankelijk met stoom uit de locomotief. De diesellocomotieven beschikten over stoomboilers. De elektriciteit wordt nu via de locomotiefgenerator of van de bovenleiding geleverd. Bij het begin van het gebruik van de elektriciteit kon het dat bij langdurige stilstand de batterijen leegliepen en de reizigers in het donker zaten.
- De toiletten met "zicht op het spoor" zijn vervangen door gesloten toiletten met opvangreservoirs. Er zijn ruime invalidentoiletten.
- Treinen van de nieuwste generatie hebben schermpjes boven de binnendeuren waarop de bestemming van de trein, de stopplaatsen en andere informatie verschijnt.

In 1979 kwamen de eerste dubbeldeksrijtuigen, de M5, in dienst.

### Dienstregelingen
Tot in 1984 waren de dienstregelingen 'onregelmatig'. Vertrek en aankomst van de treinen waren elk uur verschillend. Het IC/IR-plan bracht regelmaat in de dienstregeling: die herhaalde zich elk uur opnieuw, of 'klokvast'. Met het klokvast systeem werd vanaf de jaren 1930 al geëxperimenteerd op de hoofdlijnen. Zo vertrok de sneltrein vanuit Brussel-Zuid naar Oostende en de sneltrein van Brussel-Noord naar Luik elk uur op x.00 uur. Tussen Brussel en Antwerpen reden in de jaren 1930 al drie treinen per uur om de 20 minuten, en in de spits om de tien minuten.

### IC-IR-plan - dienstregeling
In navolging van spoorwegen in het buitenland voerde het België in 1984 een dienstregeling met de Europese symmetrietijd van .00 en .30. en volgens een drietreinensysteem:
- InterCity (IC), voor snelle verbindingen tussen steden;
- InterRegio (IR), een sneltrein voor middellange afstanden;
- Lokale trein (L), stopt bij alle stations.

De treinen rijden op vaste tijden, meestal om het uur, sommige om de twee uur. Buiten het patroon rijdende treinen zijn piekuurtreinen (P) en toeristtreinen (ICT). Bijzonder voor België is dat het weekend een andere dienstregeling kent. In het begin van het IC-IR-plan was de dienst elke dag gelijk.
Dit plan ging tevens gepaard met grote besparingen: er werden in één klap 238 kleine stations en stopplaatsen gesloten. Ook werden 11 lijnen gesloten. Het idee was de kleinere stations te bedienen door een busverbinding van de NMVB, al werden de meeste buslijnen een jaar later afgeschaft.
In 1994 werden nog 50 stations gesloten en werd het aanbod tijdens het weekend verlaagd met 20%.
Bij de inwerkingtreding van de dienstregeling van 2014 werden IR-treinen opgeheven.

## Ticketverkoopsystemen
Tot in de jaren 1980 werd een loden plaatjessysteem gebruikt waarbij een afdruk werd gemaakt op een klein rozerood rechthoekig kartonnen kaartje. Het werd vervangen door een standalone computergestuurd Prodata-ticketverkoopsysteem op basis van een diskettestation. Op 8 december 1992 werd het vervangen door SABIN, een netwerkgebaseerd systeem.

## Illustraties

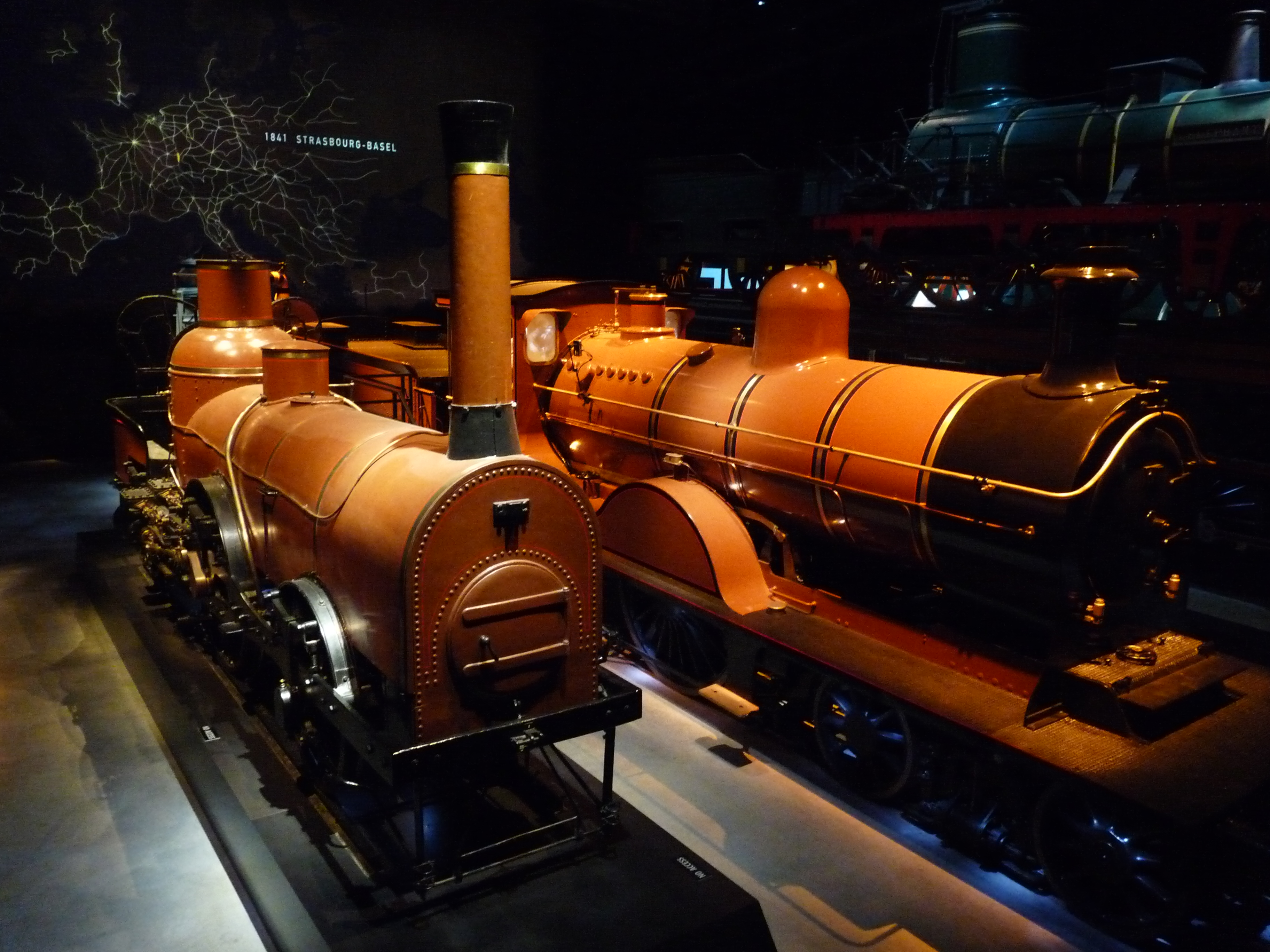
Stoomlocomotieven in Train World
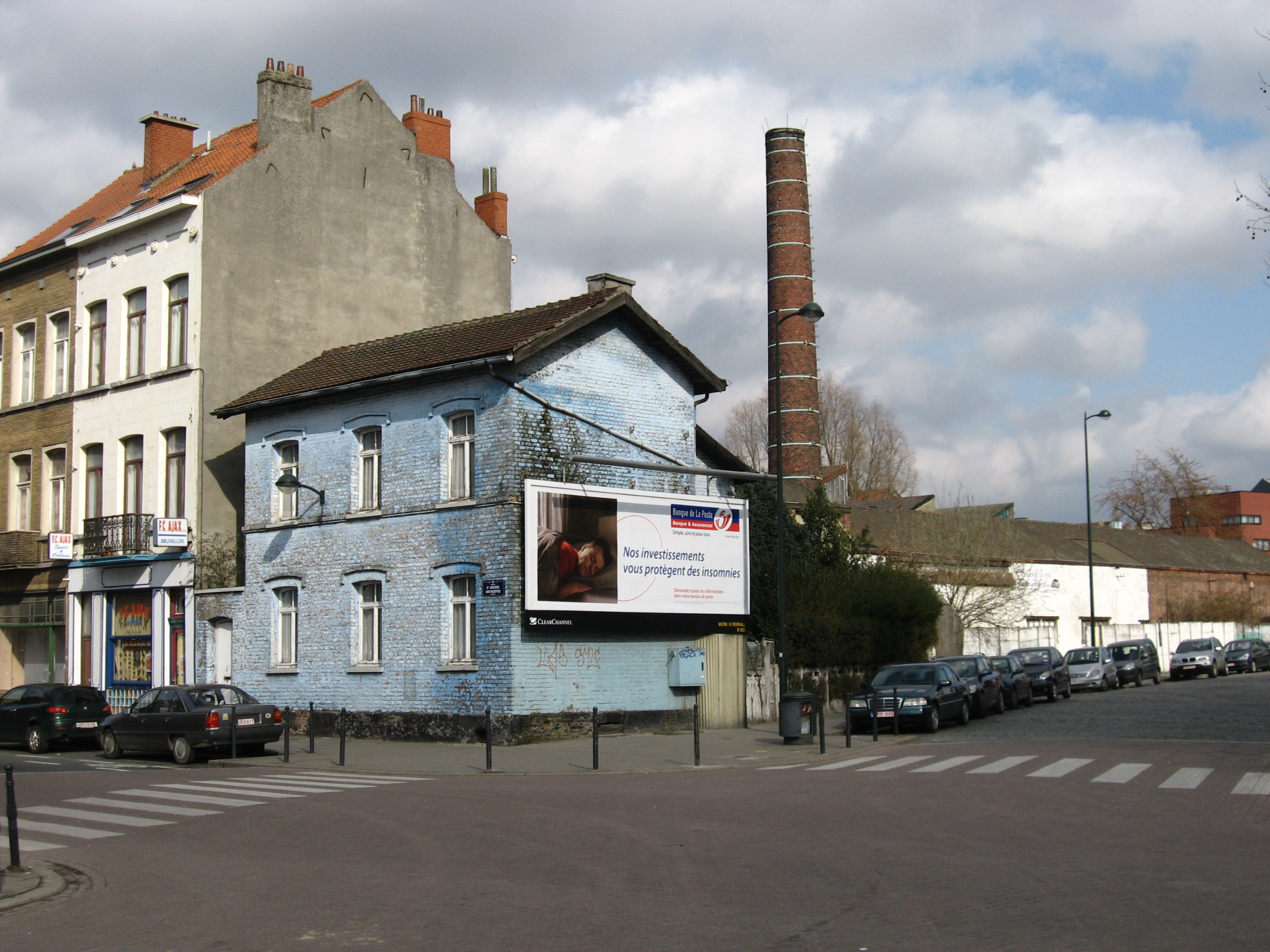
Wachtershuis bij de lijn naar Groendreef
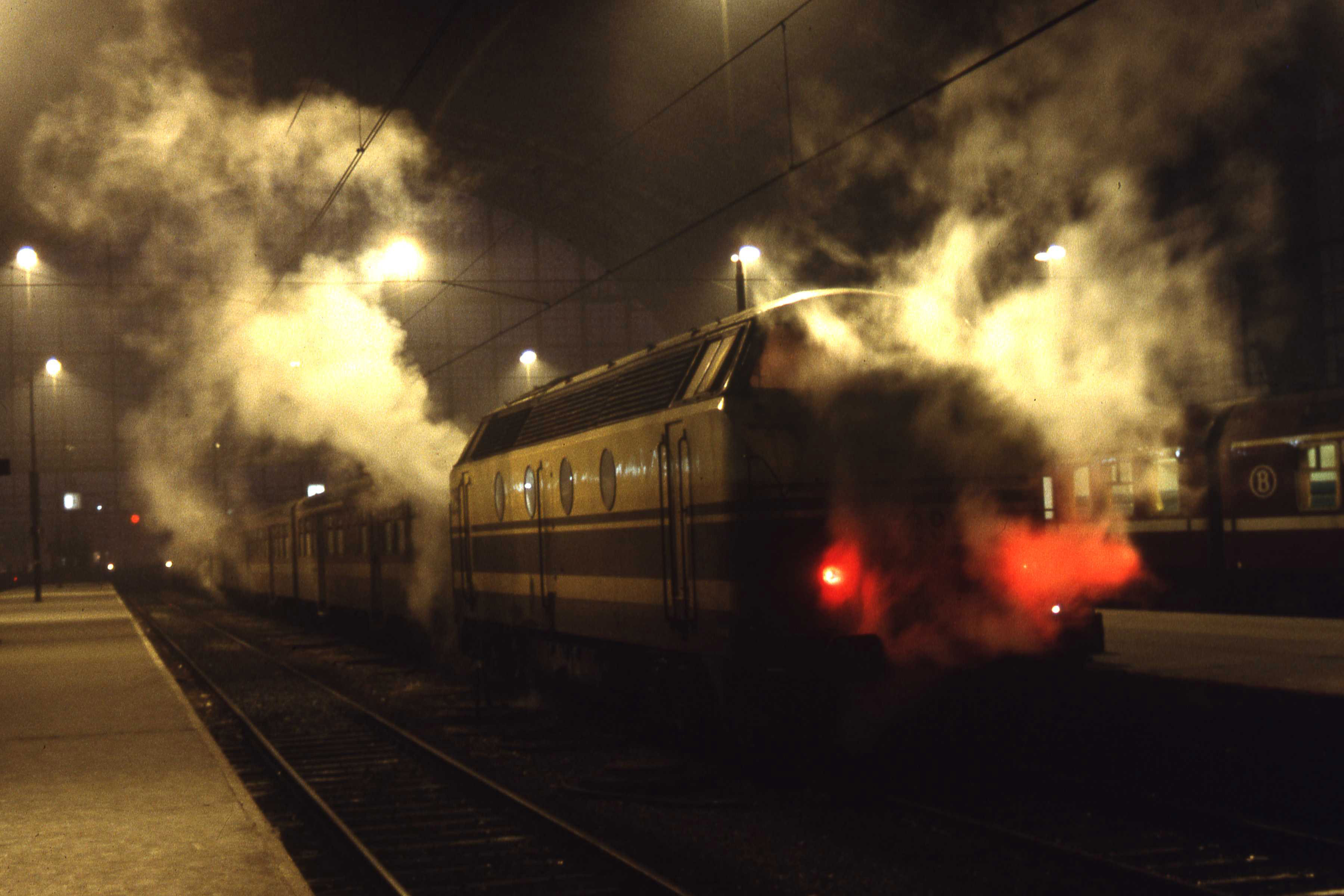
Dieseltrein verwarmd met stoomleidingen
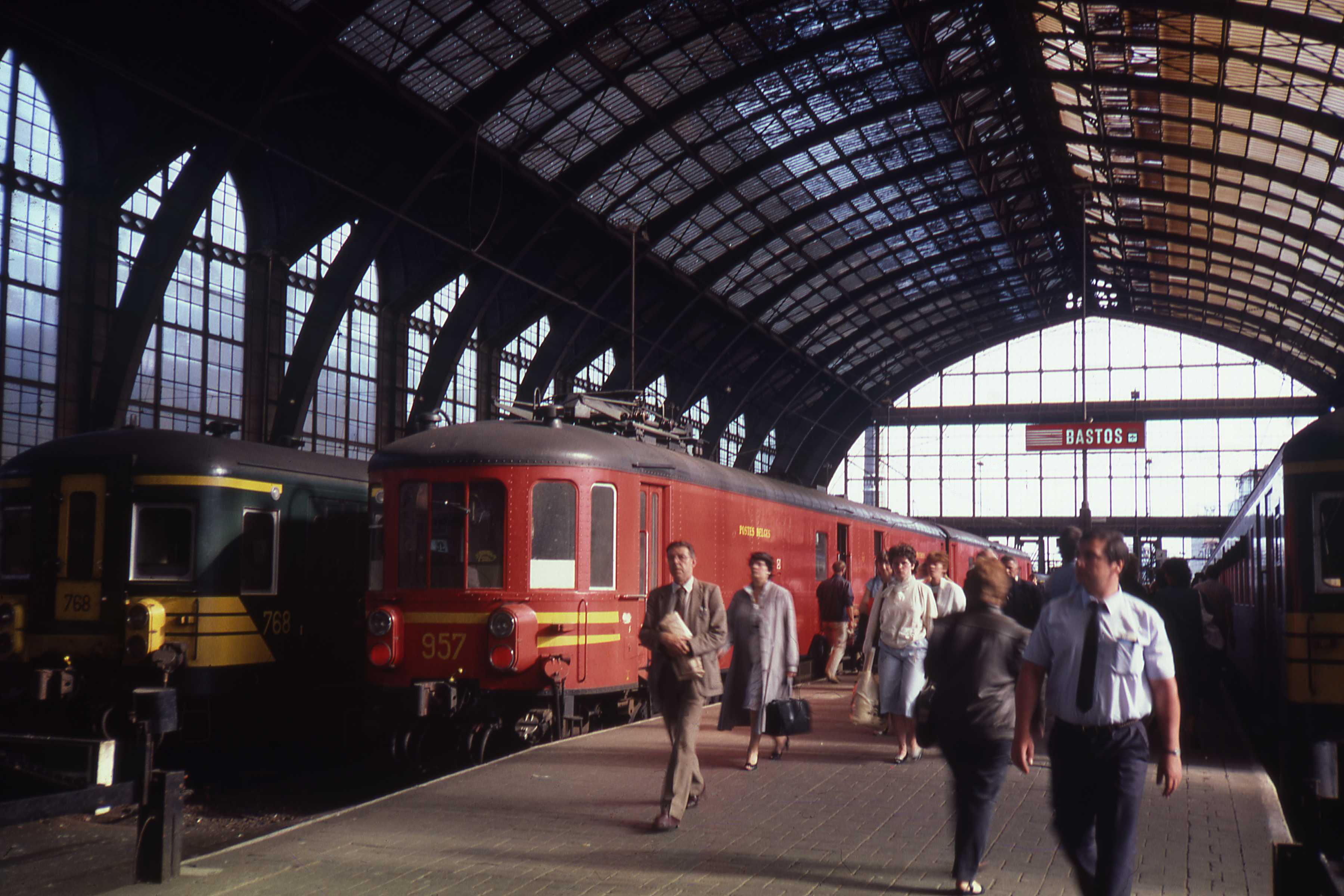
Posttrein in Antwerpen
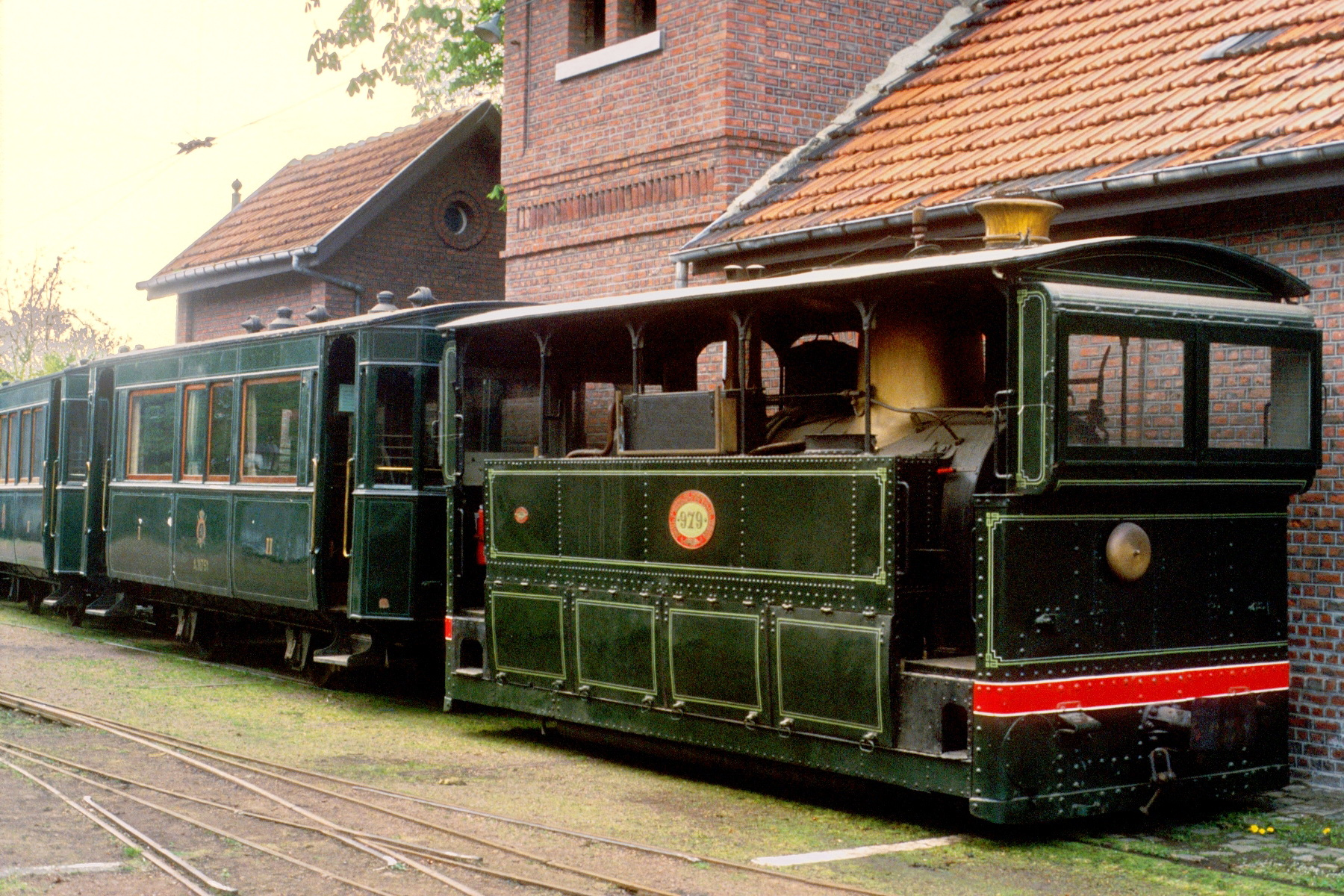
Stoomtram van de buurtspoorwegen.
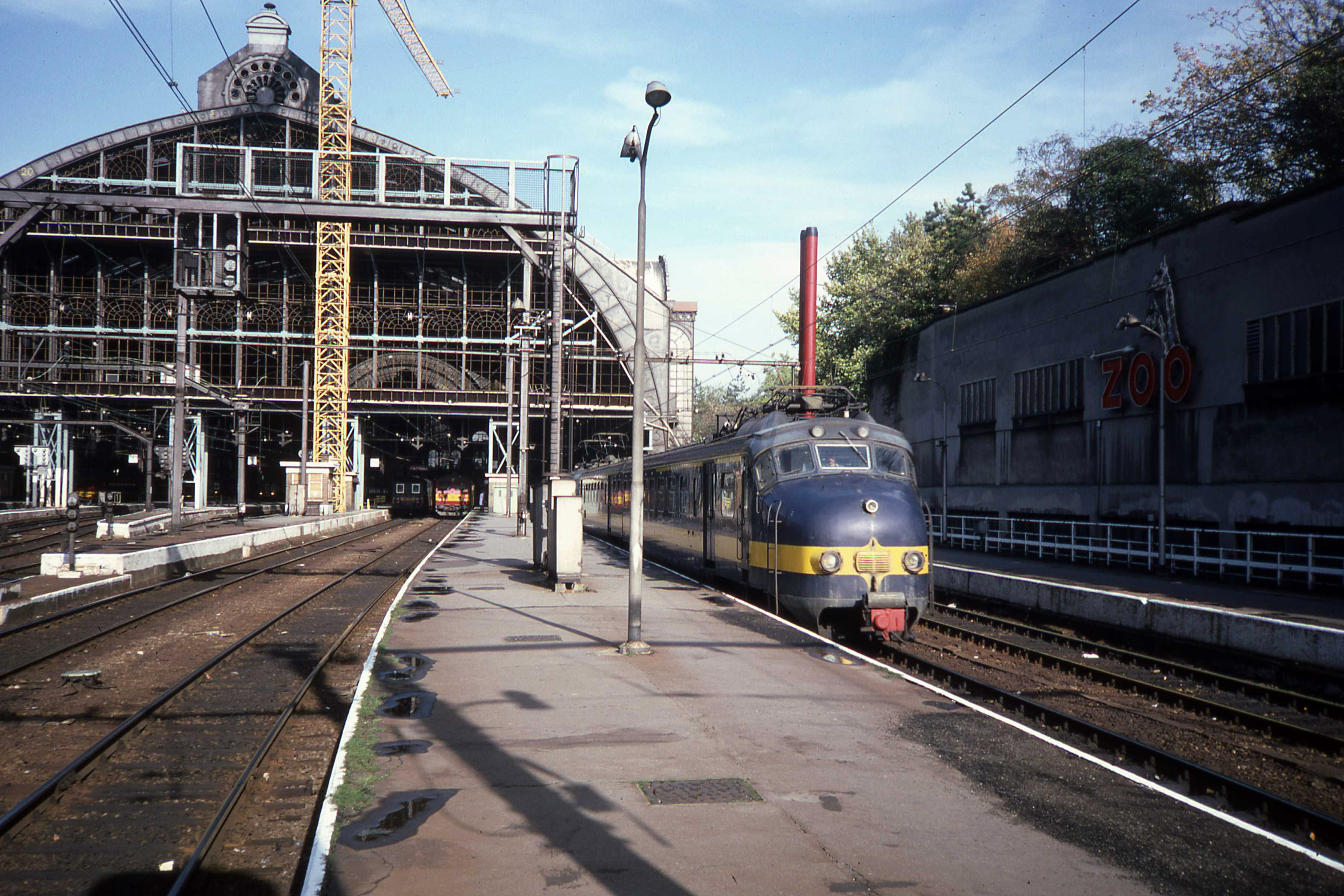
Internationaal treinstel voor Beneluxdienst
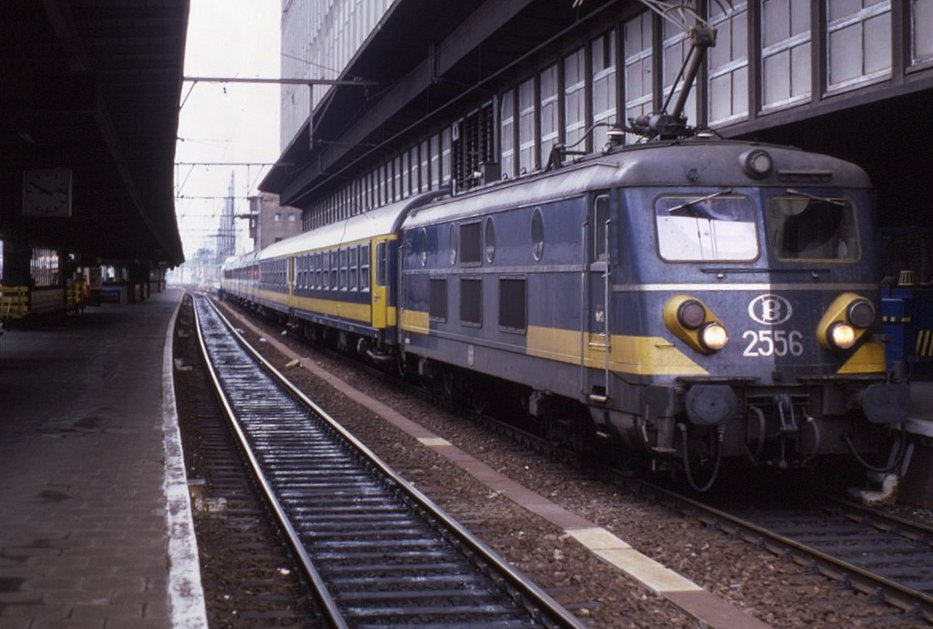
Getrokken Beneluxtrein (2de generatie)
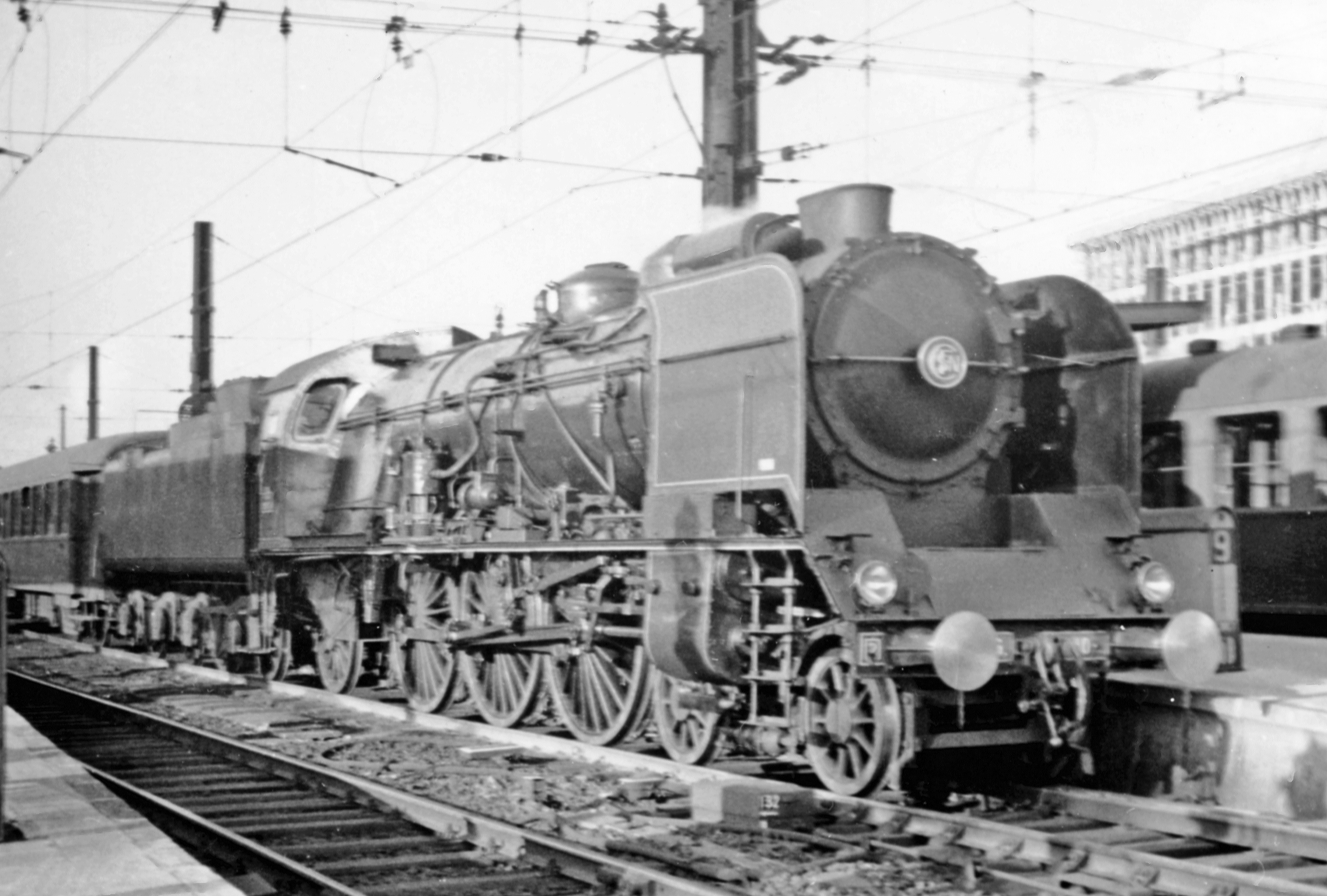
Internationale trein naar Parijs met Franse stoomtrein
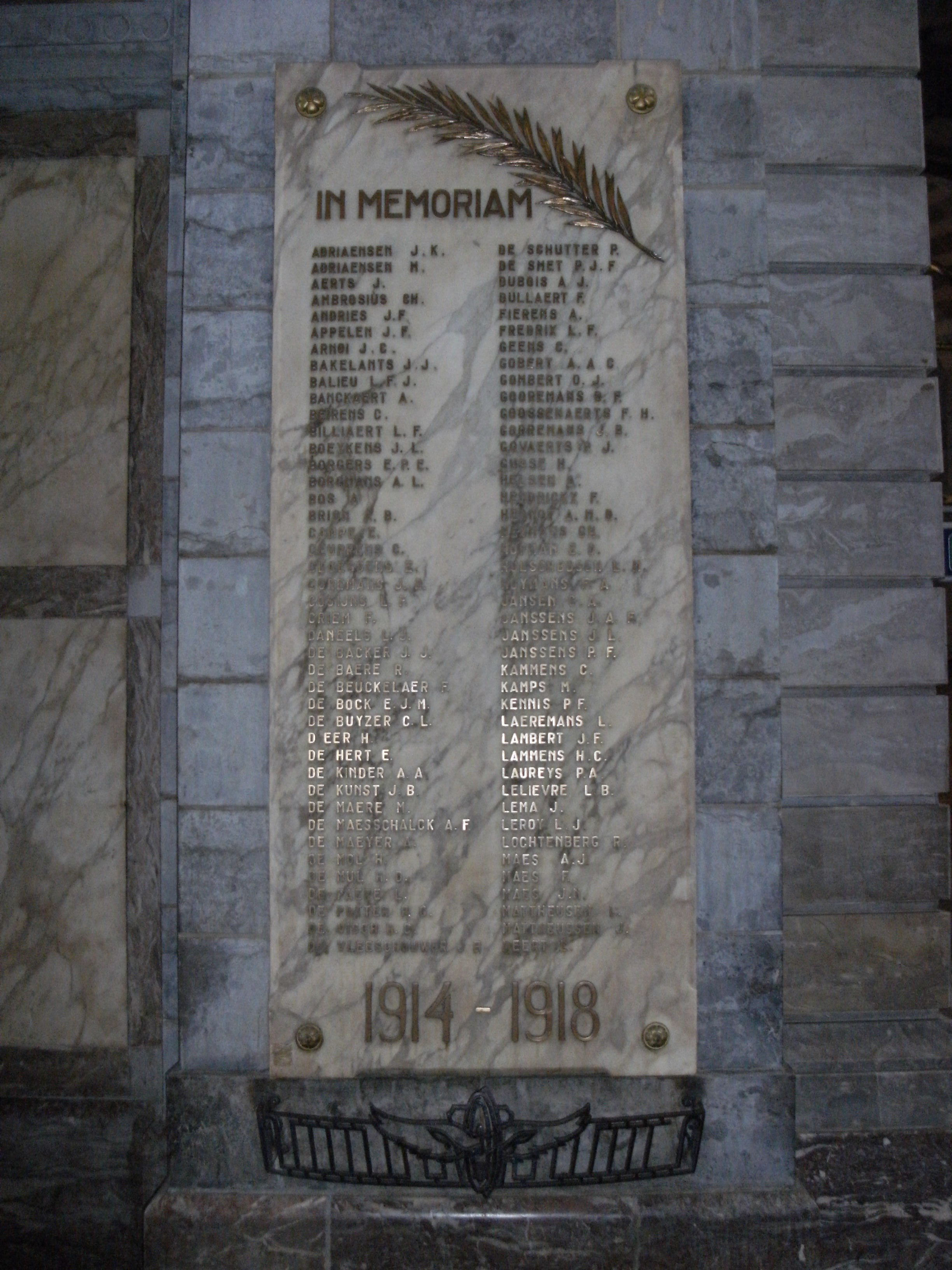
Oorlogsherinneringen
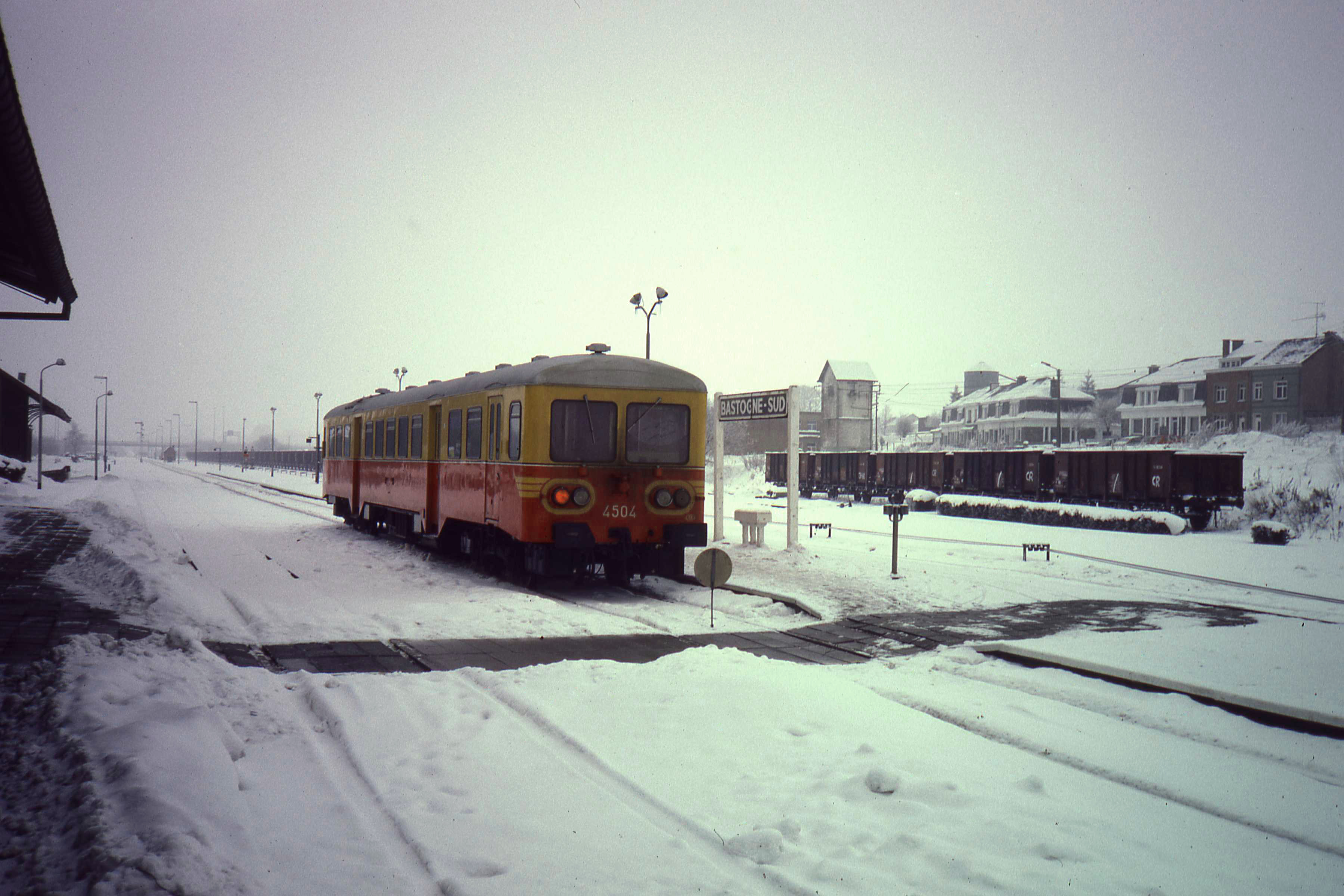
Autorail in Bastenaken, een opgeheven spoor
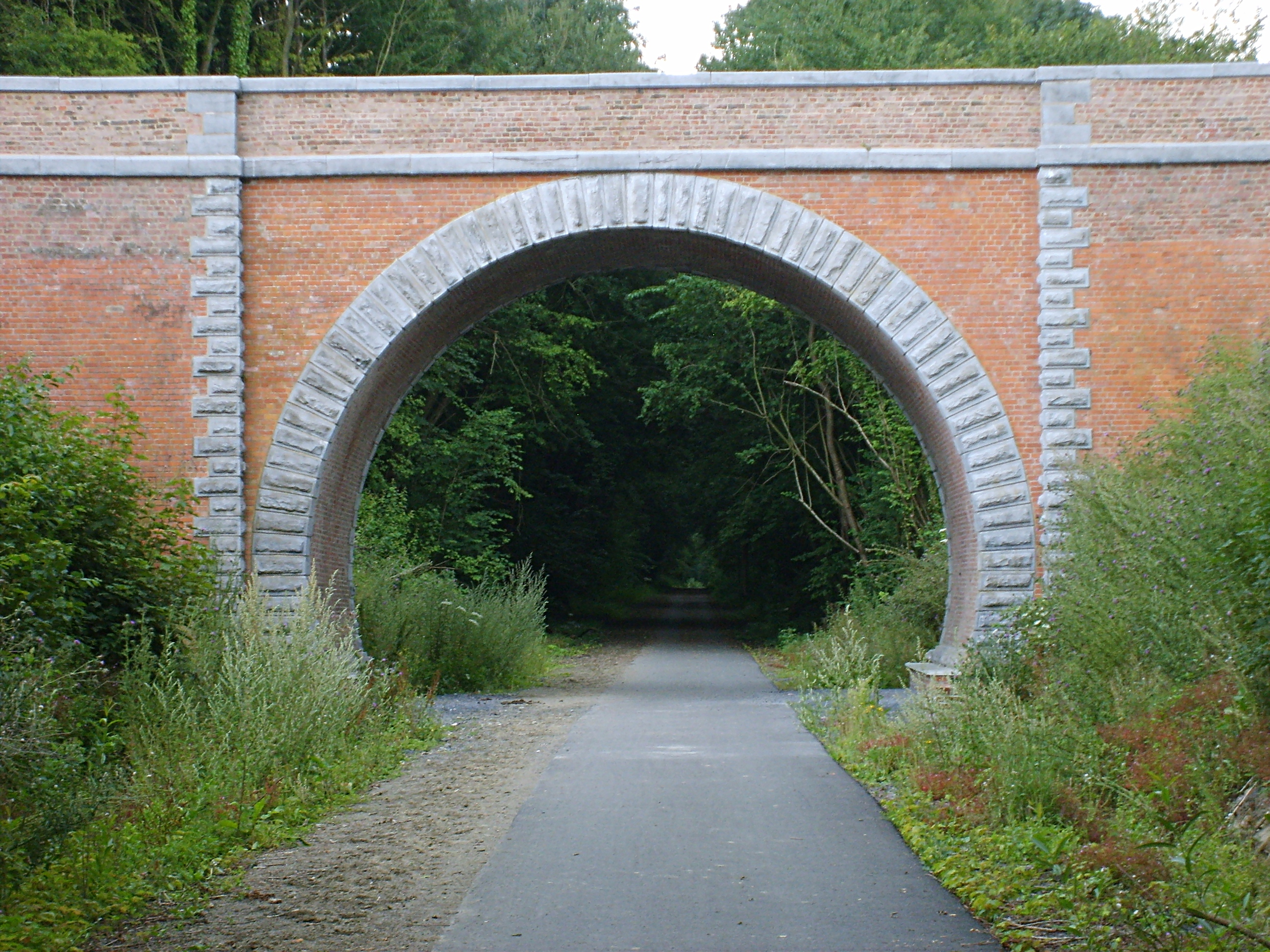
RAVeL Binche-Erquelinnes
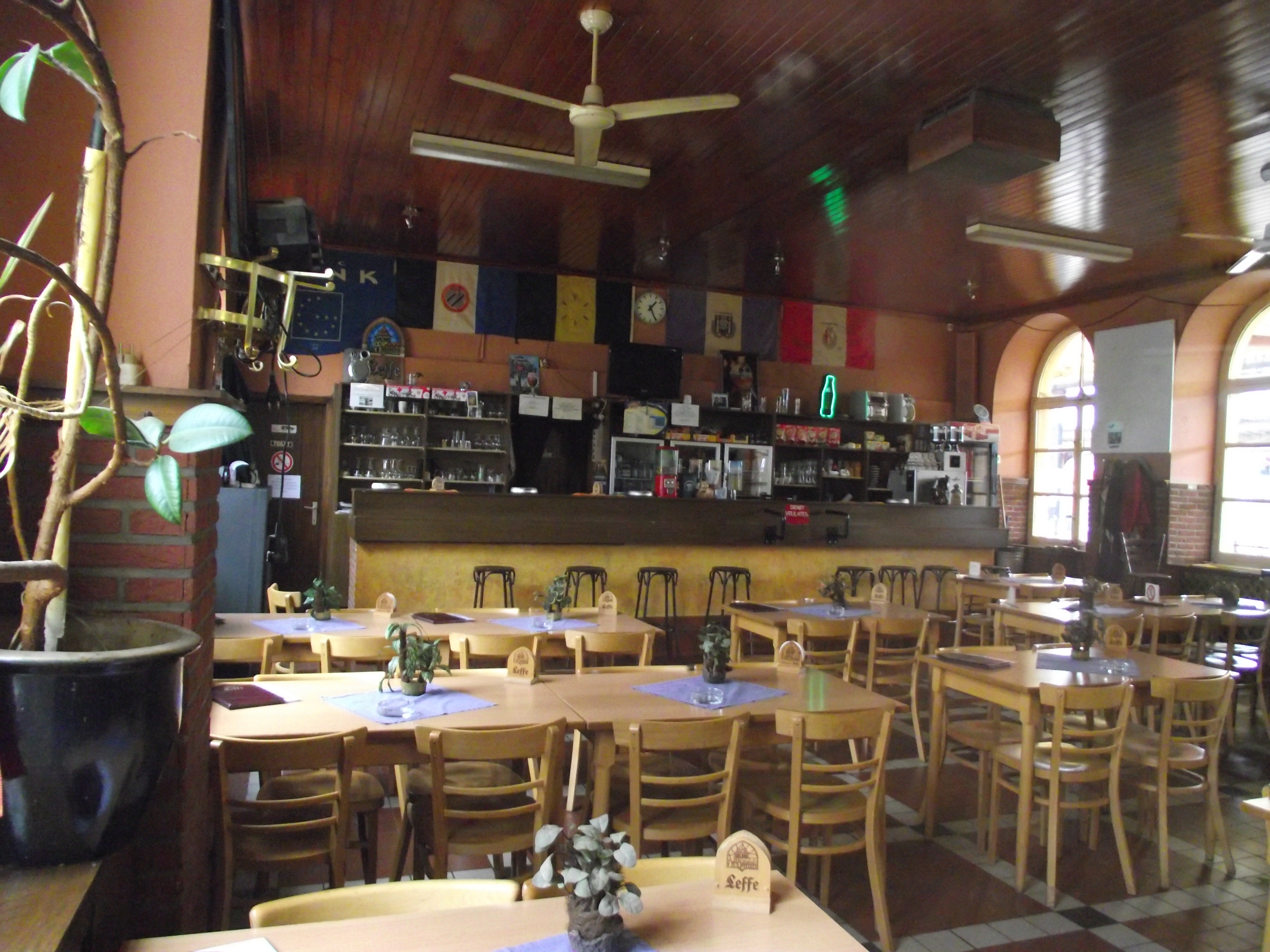
Stationsrestauratie, nu bijna verdwenen
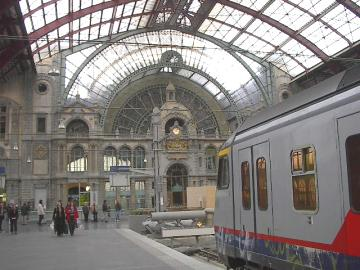
Station Antwerpen-Centraal, volgens lijstjes het mooiste station ter wereld
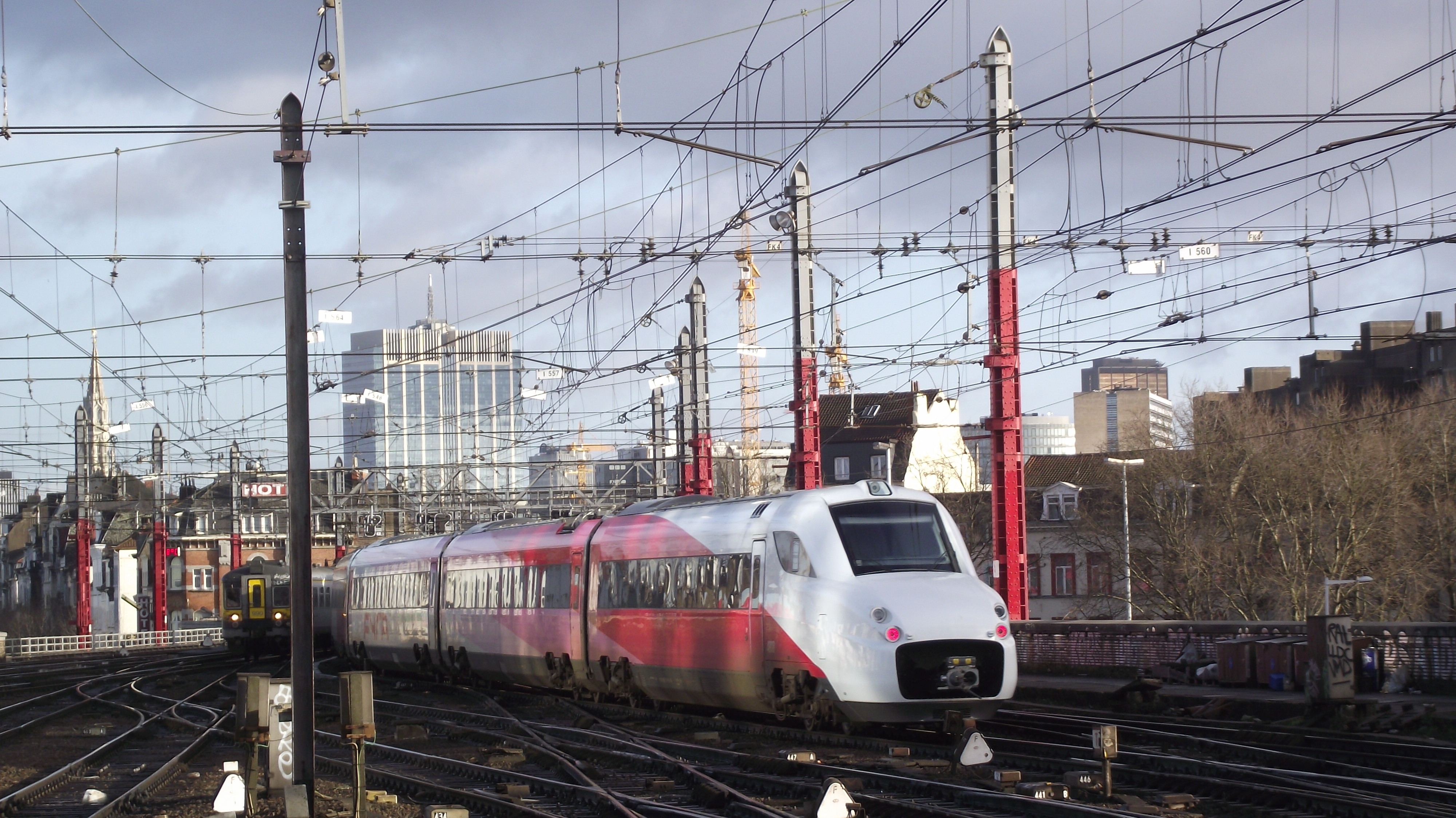
Een V250 in Brussel, reed slechts korte tijd
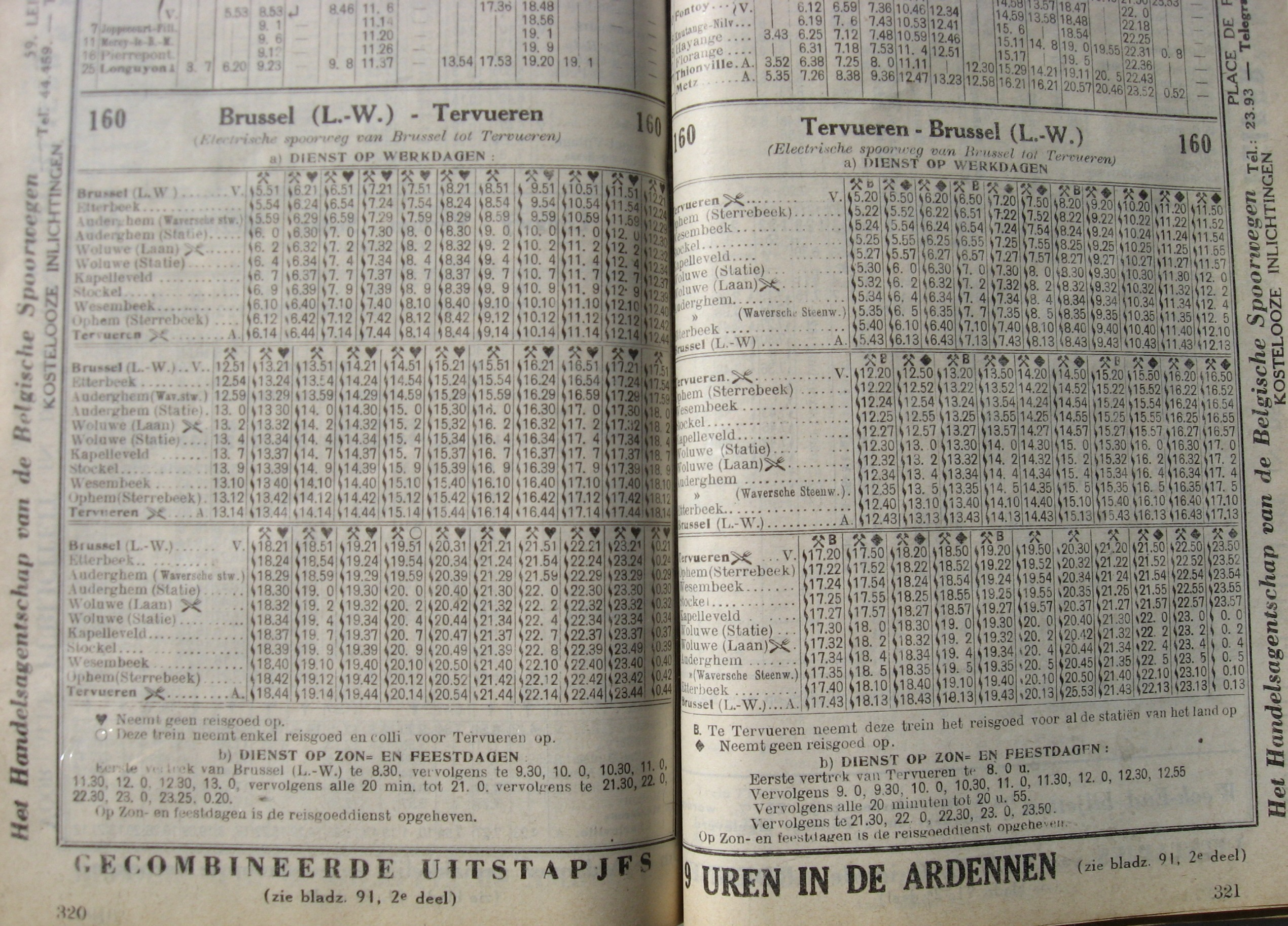
Dienstregeling 1933
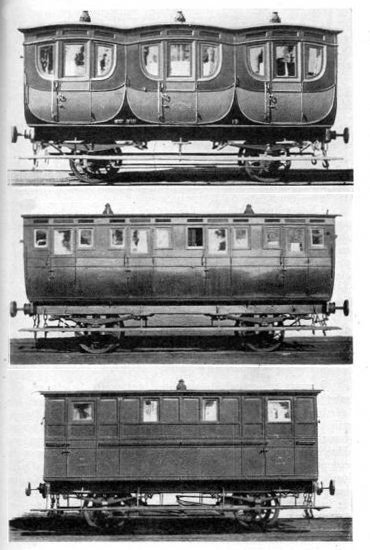
Rijtuigen van de Nord Belge
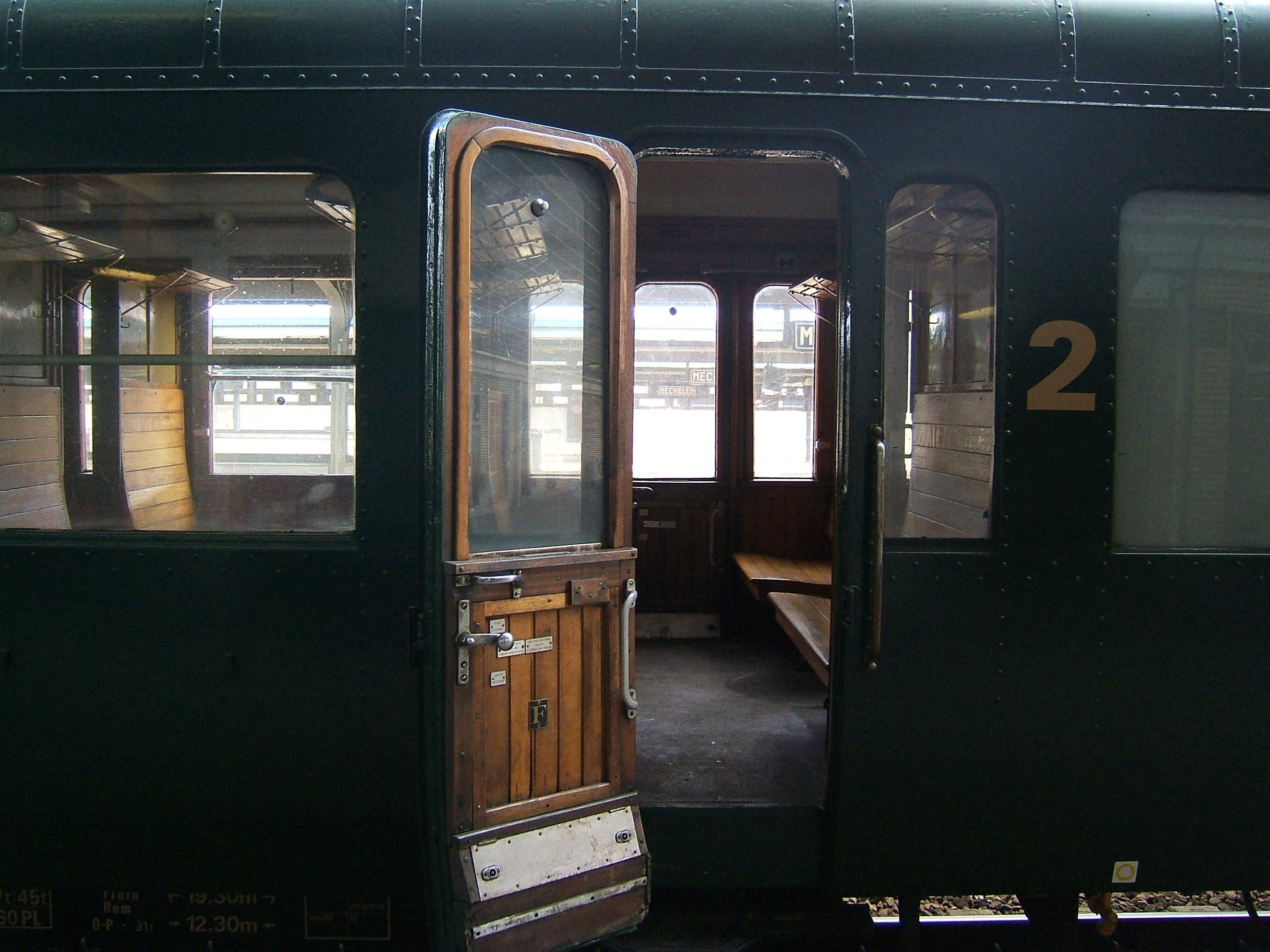
L-rijtuig met houten banken en buitendeuren
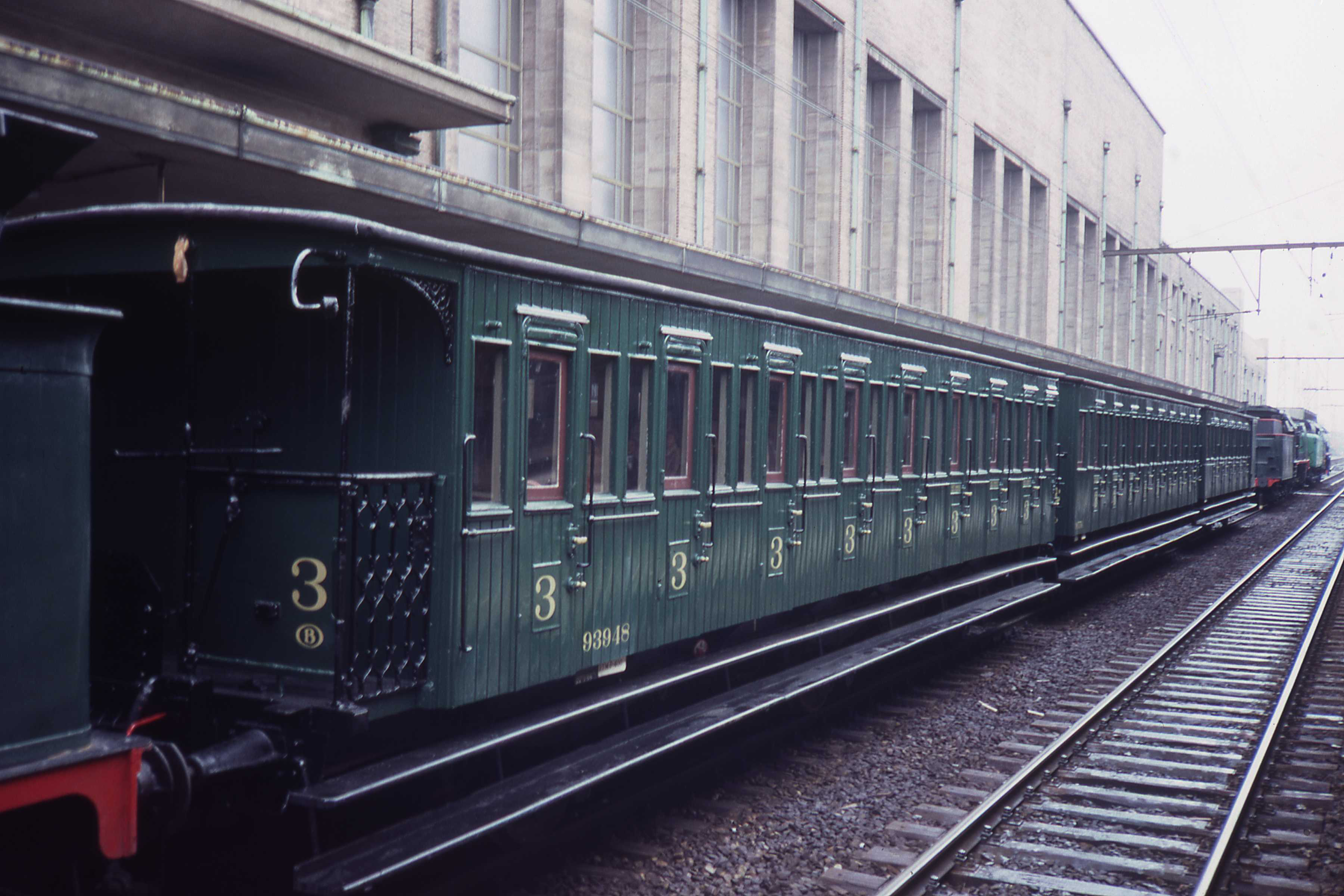
Derdeklasrijtuigen
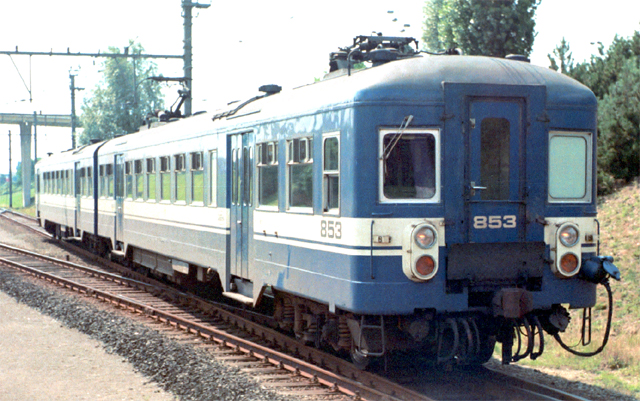
Een blauw treinstel verbond Brussel-Centraal (eigen perron) met de luchthaven
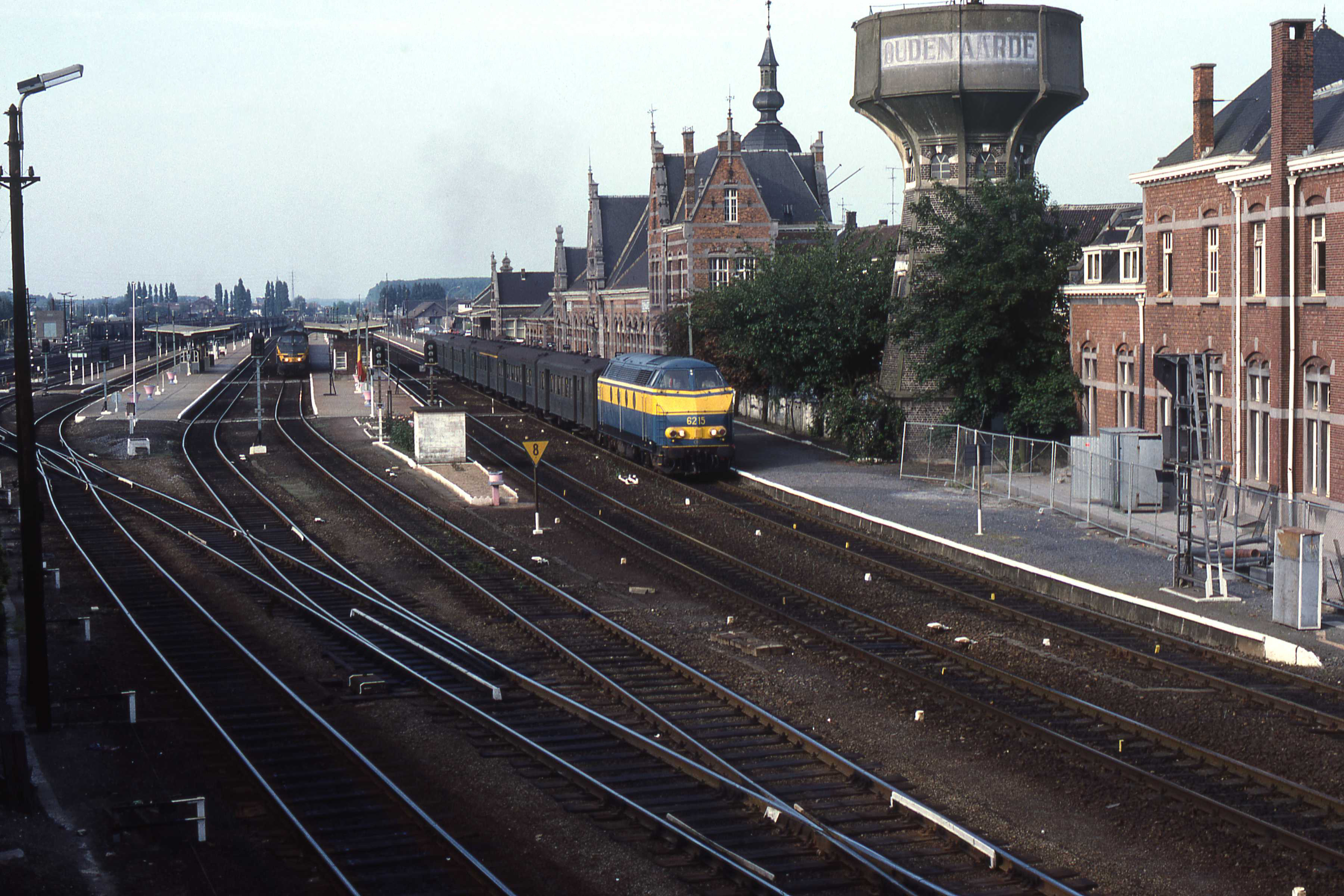
Station Oudenaarde voor de elektrificatie en de spoorverhoging
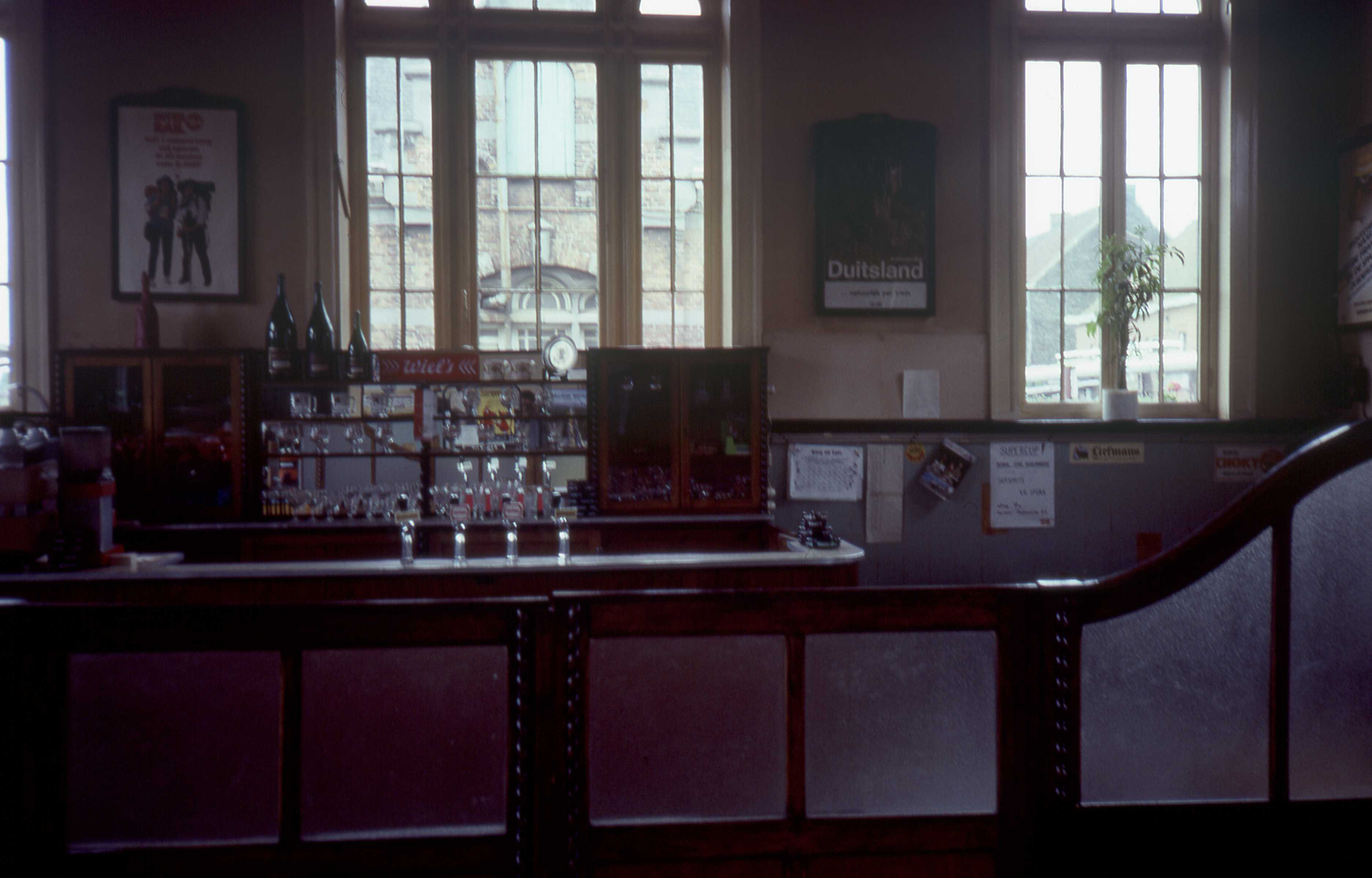
Stationsrestauratie te Oudenaarde met interrailposter
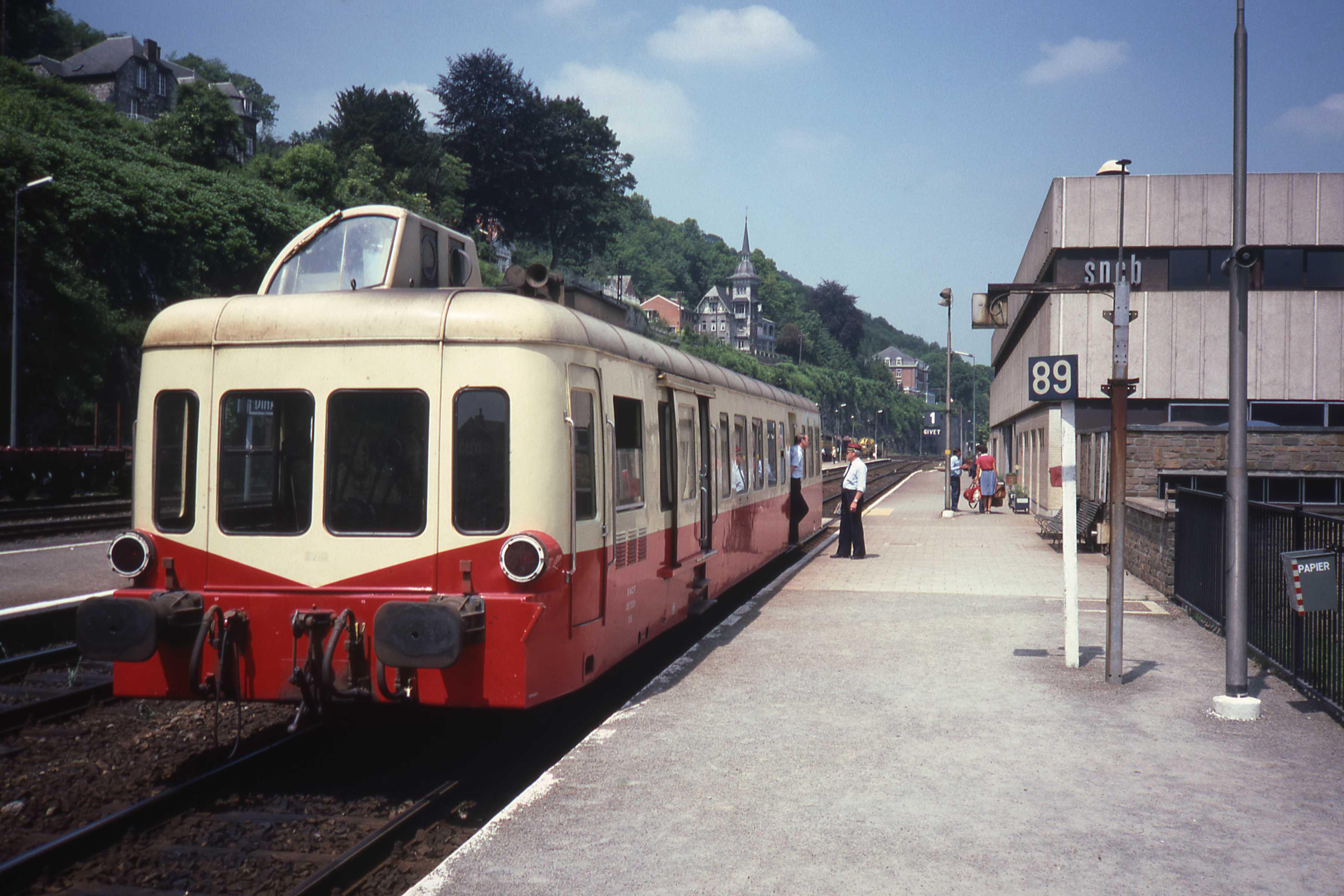
Franse Picassotrein in Dinant naar Frankrijk. Het treintype en de verbinding zijn verdwenen.
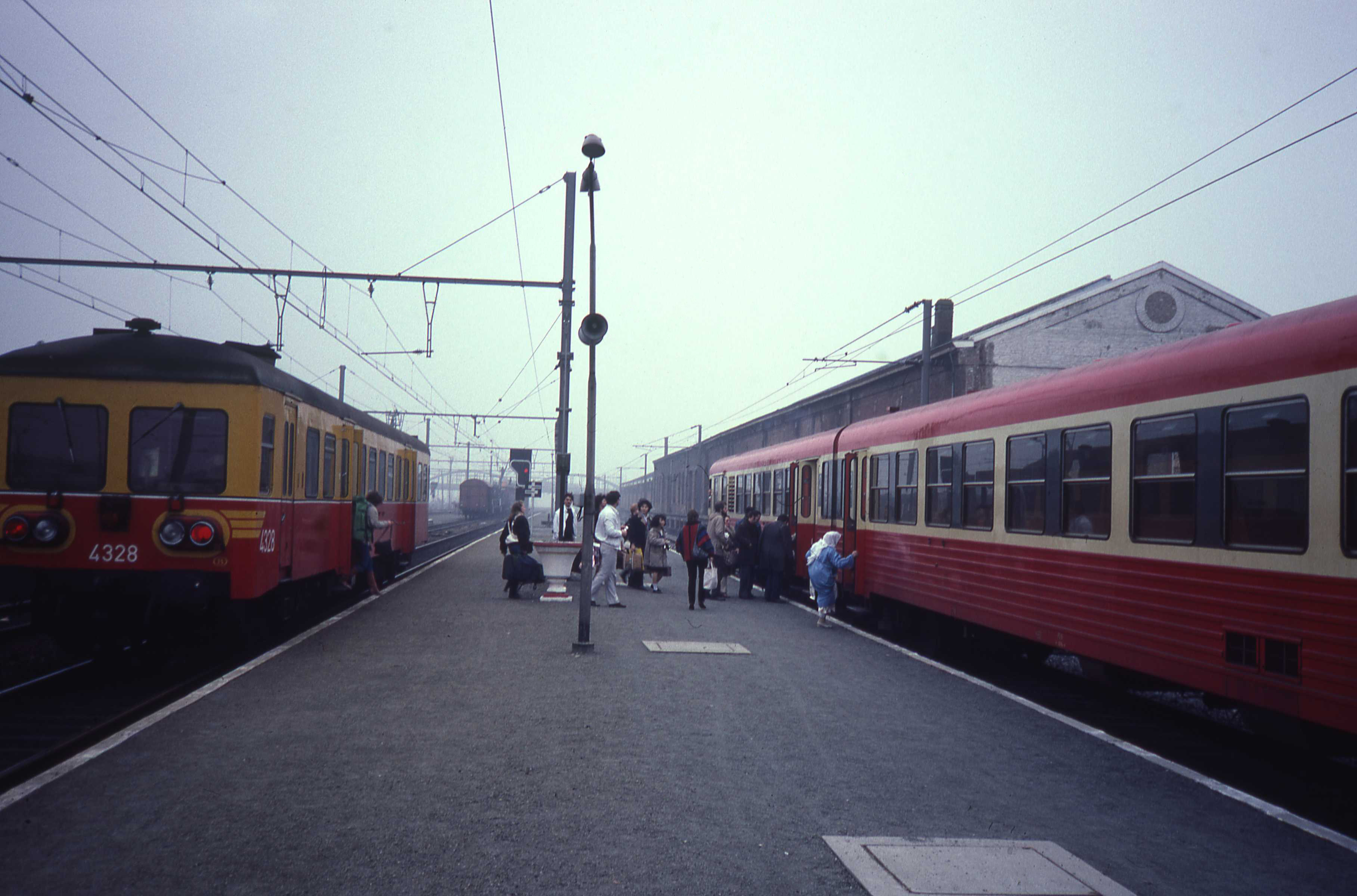
Overstap van de diesel op een (verwijderd) Frans kopspoor in Moeskroen. Beide diesels reden onder de draad.